# Улица Мира (Волгоград)
У́лица Ми́ра — одна из первых улиц, восстановленных в послевоенном Сталинграде. Проходит по площади Павших борцов и замыкается зданием планетария с севера и Дворцом пионеров с юга. Именно улица Мира стала символом возрождения разрушенного города.
Это тихая жилая улица с удачным соотношением её ширины и высоты зданий. При строительстве использовалась периметральная застройка. Дворы жилых кварталов открыты в сторону улицы курдонёрами, что разнообразит её внешний облик и делает её уютной.
Комплекс застройки улицы Мира (1945—1950), выполненный по проекту архитектора В. Н. Симбирцева, является памятником градостроительства регионального значения:№ 407. Тем же статусом обладают комплекс застройки площади Павших борцов и Аллеи Героев:№ 408, улиц Ленина:№ 406 и Комсомольской (1945—1955, архитекторы В. Н. Симбирцев, Е. И. Левитан, С. К. Кобелев, В. П. Статун):№ 404, которые улица Мира пересекает.

## История

### Ломоносовская и Саратовская улицы
В конце XIX — начале XX века территория улицы Мира состояла из Ломоносовской, Саратовской улиц и расположенной между ними косой сетки небольших улочек (Ломоносовская ул. заканчивалась там, где сегодня располагается Главпочтамт, а Саратовская начиналась от современной библиотеки имени Горького). Застройка этих улиц изначально представляла собой одноэтажные деревянные жилые и торговые дома, однако со временем они были заменены на трёх-четырёхэтажные каменные дома, построенные на деньги купцов.
На Саратовской улице, примерно в том месте, где сегодня улица Мира пересекается с улицей Комсомольской, располагалась Спасо-Преображенская церковь. Деревянное здание церкви было построено в 1771 году на территории Преображенского форштадта на средства купца Е. Рудакова. В 1885 году храм перестроен из камня. В июне 1923 года с храма был снят купол и разобрана колокольня, здание передано губернскому отделу народного образования и в нём открылся музей истории края. В 1939 году в здание переехала детская техническая станция. Во время Сталинградской битвы здание было сильно разрушено, руины окончательно снесены в 1945 году.
Согласно справочнику «Весь Царицын» за 1911 год на улицах Ломоносовской и Саратовской располагались следующие учреждения и проживали некоторые видные горожане. На Ломоносовской улице:
- Дом № 8 — князь Александр Макарьевич Чавчадзе, инспектор судоходства[7]:С. 93;
- Дом № 10 — Царицынское уездное полицейское управление[7]:С. 113;
- Дом Толмачёвой — Царицынское уездное присутствие по воинской повинности. В доме был телефон[7]:С. 89.

На Саратовской улице:
- Дом № 6 — судебный следователь 1 участка по Царицынскому уезду Дмитрий Михайлович Королько. В этом же доме находились участок и камера[7]:С. 83;
- Десятое женское училище[7]:С. 82;
- Дом Олтэ Карла Яковлевича, председателя Царицынского ссудо-сберегательного товарищества с годовым оборотом 300 тысяч рублей[7]:С. 86.

Кроме того, перед Революцией 1917 года на углу улиц Ломоносовской и Островского, там где впоследствии был построен Главпочтамт, располагался дом известного царицынского предпринимателя Василия Фёдоровича Лапшина. После революции в здании находился суд; при этом обстановка оставалась такой же, как и при хозяевах. В Сталинградскую битву дом был уничтожен. Такая же участь постигла почти все здания.

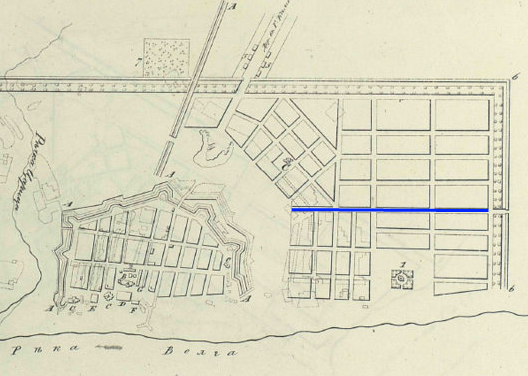
Часть плана Царицына 1820 года. Синим выделена улица Саратовская, Ломоносовской ещё нет.
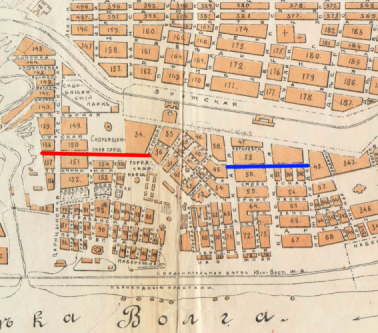
Часть плана Царицына 1909 года. Красным выделена Ломоносовская улица, синим — Саратовская
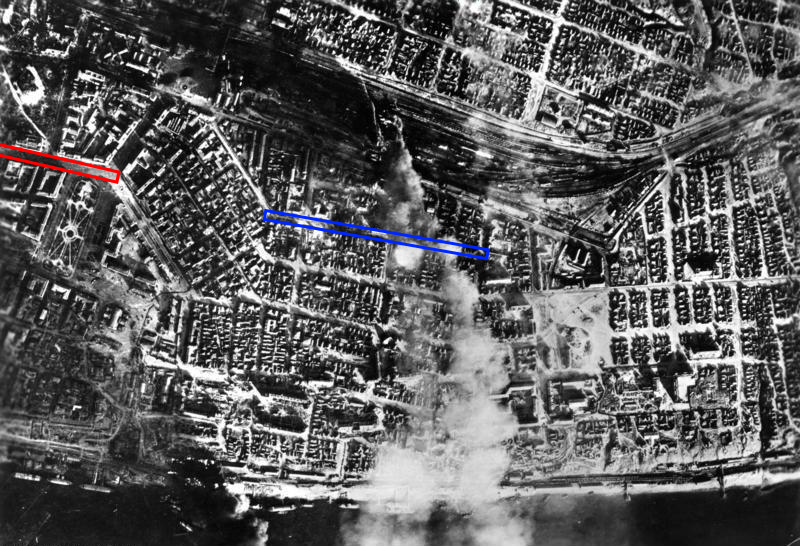
Аэрофотосъёмка Люфтваффе бомбардировки Сталинграда в августе 1942 года.

### Объединение улиц
В конце 1940-х годов архитекторы Академии архитектуры СССР начали проектировать застройку Саратовской улицы. Перед ними встала задача спроектировать эталон жилой улицы. В конечном итоге решено было соединить Ломоносовскую и Саратовскую улицы. По предложению строителей, первую возрождённую улицу назвали улицей Мира. Её торжественное открытие состоялось 7 ноября 1950 года. К этому времени полностью восстановленными были только два здания: дома № 13 и № 20. Между тем, после войны на улице Мира было сохранено пять довоенных зданий, уцелевших и в Сталинградскую битву и после войны, и одно дореволюционное — бывший Дом науки и техники, Драматический театр, ныне — НЭТ. При восстановлении архитекторы лишь подкорректировали внешний облик этих зданий, вписав их в общий архитектурный ансамбль. Несмотря на то, что к моменту открытия на улице было восстановлено только два здания, именно улица Мира стала именоваться первой восстановленной после войны потому, что именно она была первой закончена в комплексе. Остальные дома были восстановлены уже в 1950-х годах, а отдельные здания построены намного позже.
Официально название было присвоено улице решением исполнительного комитета Сталинградского городского Совета народных депутатов от 16 апреля 1951 года № 15/469.
19 сентября 1954 года состоялось открытие планетария, материалы и оборудование для которого было получено в дар от Германской Демократической Республики.
В 1980—1985 годах на улице Мира возведены здания Областной библиотеки и Дворца пионеров.

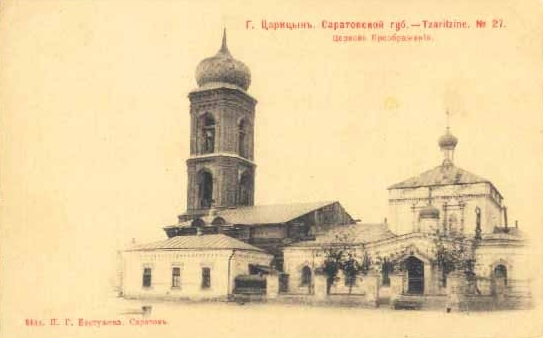
Свято-Преображенская церковь (между 1885 и 1903 годами)
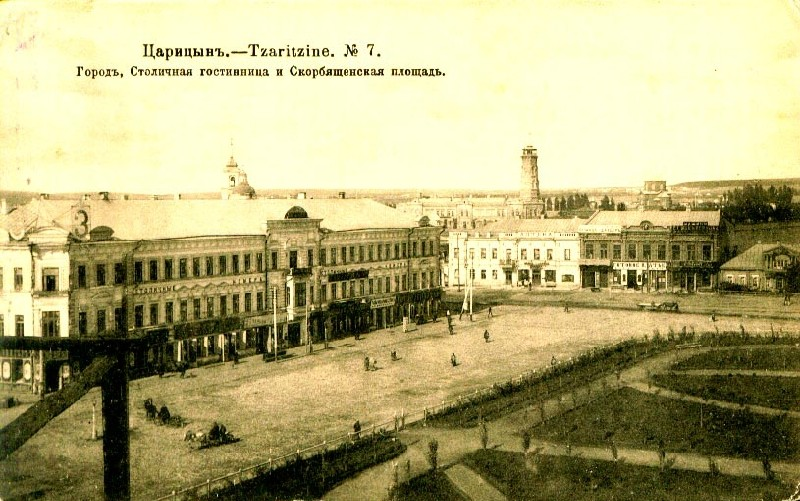
Гостиница «Столичные номера» (ныне № 12) и Скорбященская площадь. Фотография сделана с лесов строившегося Александровского Собора (не позднее 1916 года)

## Застройка

### Дворец пионеров

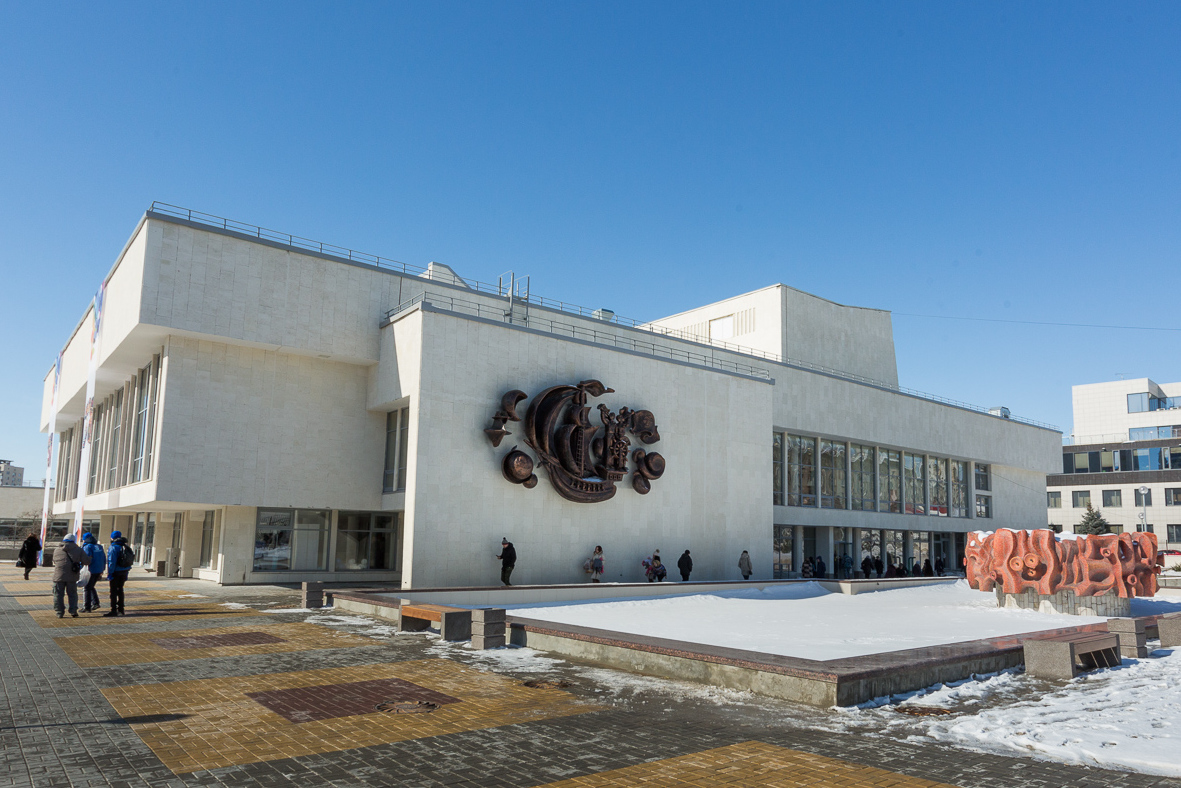
Вид на Дворец пионеров

Волгоградский дворец пионеров был открыт 29 декабря 1981 года на берегу реки Царицы. Архитекторы — Е. И. Левитан и А. С. Леушканов. До официального открытия во дворце пионеров сшивали полотно «Разгром немецко-фашистских войск под Сталинградом» для музея-панорамы «Сталинградская битва».
Северным фасадом дворец обращён в сторону улицы Мира, южным — в сторону поймы реки Царицы (там в советское время предполагалось создать Пионерский парк культуры и отдыха. Главный фасад и площадь перед дворцом обращены в сторону Волги. Дворец представляет собой композицию из двух объёмов. Главный идёт вдоль линии улицы Мира, в нём располагались зрительный зал и сопутствующие ему помещения. Другой расположен вдоль набережной реки Царицы, перпендикулярно улице Мира, в нём размещены различные клубные помещения. Два перпендикулярно пересекающихся объёма образовывают перед главным фасадом площадь с парадной линейкой для построения отрядов, трибуной и шпилем для торжественного подъёма знамени. Поскольку дворец обращён одновременно на улицу Мира и в сторону предполагаемого парка, для связи двух пространств, клубный корпус, расположенный вдоль реки Царицы, поднят над уровнем земли на опорах. Это решение позволило соединить парадную площадь с пространством набережной и по склонам с помощью лестниц организовать подходы к костровой площадке, построенной на нижней террасе парка. Выразительность здания достигается четкой геометричностью объёмов. Здание двухэтажное, но расчленено крупно. Большие каменные плоскости контрастно сочетаются с решетками световых проёмов. Здание облицовано белым крымским известняком, на фоне которого ярко выделяется большой цветной витраж, вписанный в главный фасад над входом, и медный барельеф, установленный на боковом фасаде со стороны улицы Мира. И элементы благоустройства, и архитектура объёмов при всем их лаконизме подчеркивают дворцовый характер сооружения, что вполне соответствует его назначению. Здание хорошо вписалось как в ансамбль улицы Мира, так и в архитектуру набережной реки Царицы.
C 10 сентября по 25 октября 1984 года в Волгоградском дворце пионеров проходил матч на первенство мира по шахматам среди женщин между чемпионкой мира М. Чибурданидзе и претенденткой И. Левитиной.
В 2005 году Дворец пионеров был признан аварийным и закрыт для посещения. Реконструкция здания была окончена в 2018 году и в настоящее время в нём продолжает работу детско-юношеский центр.

### От Дворца пионеров до площади Павших борцов

#### Жилой дом («№ 1», ул. 10-й дивизии НКВД, 2)
:№ 284
Дом № 1 — жилой дом, датирован первой половиной 1950-х годов, восстановлен под руководством архитектора И. Е. Фиалко. Официально улица Мира не имеет дома № 1. Ранее существовал дом № 1а, но 30 мая 2006 года данный адрес был ликвидирован. Согласно разъяснению Сергея Сены, в постановлении под домом № 1 подразумевается жилой дом, стоящий за Сурским сквером (дом № 2 по улице имени 10-й дивизии НКВД). То, что он имеет другой адрес сути дела не меняет: отсчитывая дома по нечётной стороне получается, что искомый дом имеет № 1.

#### Жилой дом («Дом с лебедями», ул. Ленина, 19)
:№ 345
Жилой дом № 19 по улице Ленина, также известный как «Дом с лебедями», расположен на пересечении улицы Мира (нечётная сторона) с улицей Ленина. Построен в конце 1920-х годов по проекту архитектора Александра Дроздова как ведомственный дом для работников Сталинградского тракторного завода. В 1932 году Сталинград стал центром Нижне-Волжского края, возникла острая необходимость в размещении около двухсот краевых учреждений и расселении соответствующего чиновников с семьями. При этом размещаться они должны были в центральной части города. Проблема решалась различными путями, одним из которых было надстраивание царицынских зданий, в основном купеческих, одним-двумя этажами — фундаменты таких зданий были возведены с запасом. В 1933 году одним этажом был надстроен и дом на углу улиц Ломоносовской и имени Ленина. Фундаменты и стены по своей несущей способности позволили надстроить только один этаж из облегчённой кирпичной кладки «по способу архитектора Олега Вутке». За счёт надстройки планировалось дополнительно получить 346 квадратных метров. Во время Сталинградской битвы в здании сгорела крыша и, частично, перекрытия.
Решение о восстановлении дома было принято в 1943-44 годах, однако восстановлен он только в 1947 году. Авторами проекта восстановления здания стали архитектор Фёдор Лысов и инженер Борис Сиренко.
В доме жила артистка театра им М. Горького, народная артистка РСФСР Е. П. Мязина.

#### Дом Инжкоопстроя (ул. Ленина, 17)
Жилой дом № 17 по улице Ленина, известный как «Дом Инжкоопстроя» или «Дом с вазами», расположен на пересечении улицы Мира (чётная сторона) с улицей Ленина.
Здание было построено Сталинградским жилищно-строительным кооперативным товариществом инженеров и техников (Инжкоопстрой) в 1932 году по проекту архитекторов Шмидта и Артамошкина в стиле конструктивизма. Дом пострадал во время Сталинградской битвы, однако был восстановлен по проекту архитектора И. Е. Фиалко со значительным изменением первоначального облика. По первоначальной задумке при восстановлении здание должно было также получить продолжение в сторону улицы Ленина в виде 3-4 этажного корпуса с колоннами и аркой, однако в итоге от этой идеи было решено отказаться и на этом месте сохранилась застройка Царицынской эпохи

#### Волгоградский муниципальный институт искусств им. П. А. Серебрякова (№ 5а)
:№ 286
Здание Волгоградского муниципального института искусств им. П. А. Серебрякова построено в 1958 году по проекту архитектора Е. И. Левитана. Здание музыкального училища Ефим Левитан достраивал уже по прошествии значительного времени после открытия улицы, в 1958 году, когда тенденции сталинского ампира сменились типовыми, «хрущёвскими» домами. Однако, Левитан выдержал стиль училища в нужном тоне, не сбившись на архитектурную моду того времени, а гармонично вписав новое строение в общую атмосферу улицы.

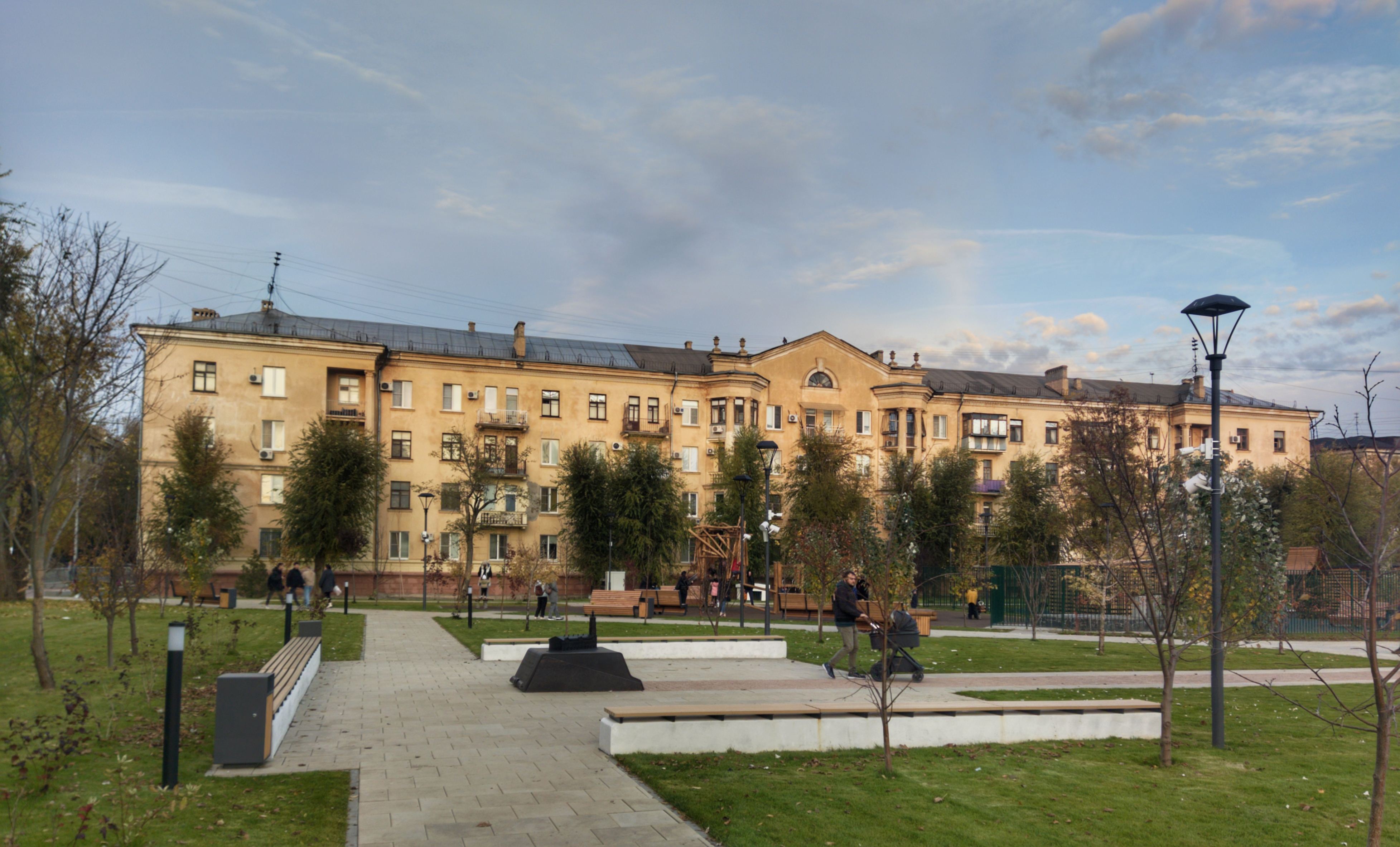
Жилой дом № 2 по улице 10-й дивизии НКВД
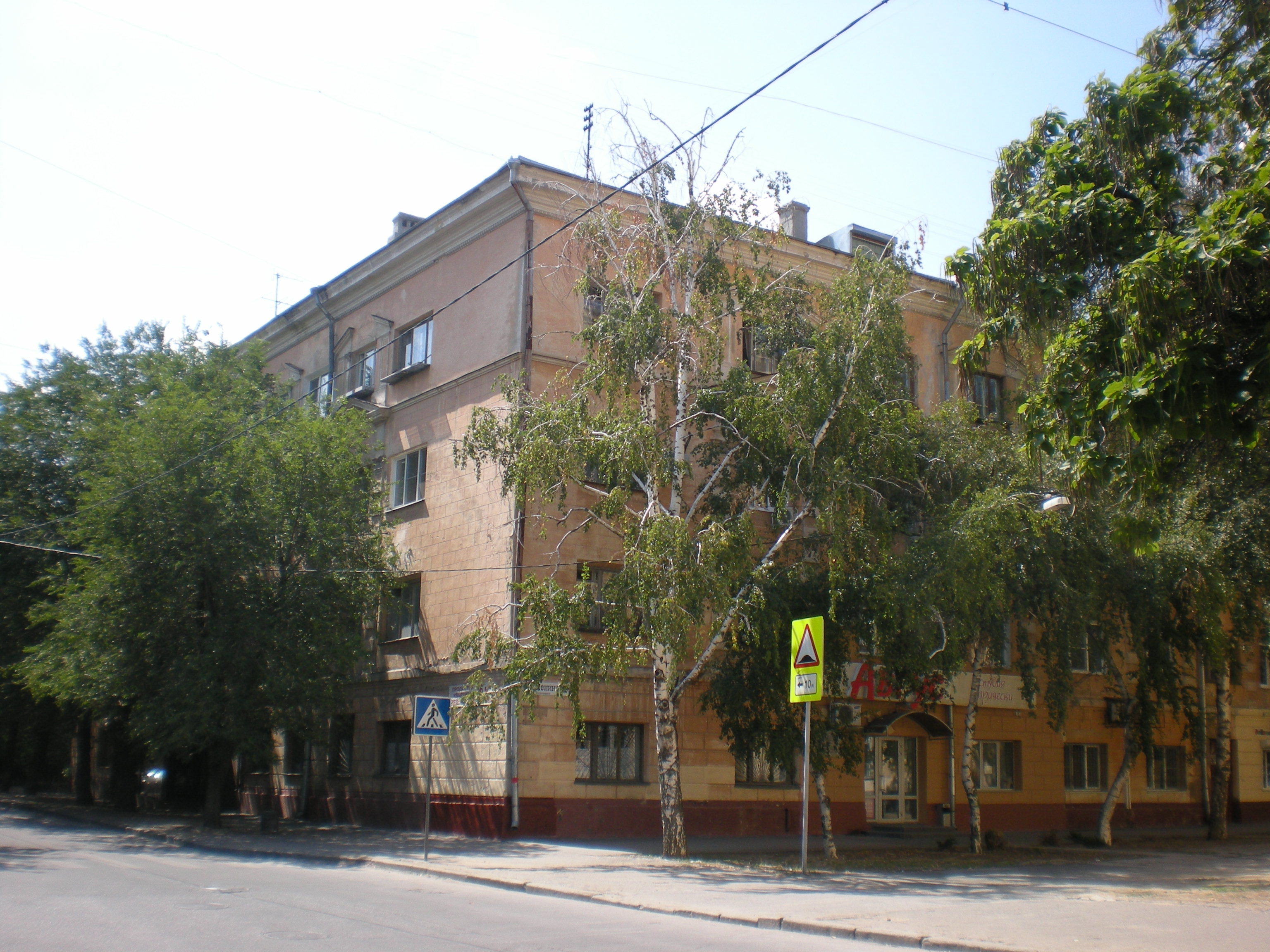
Жилой дом № 19 по улице Ленина
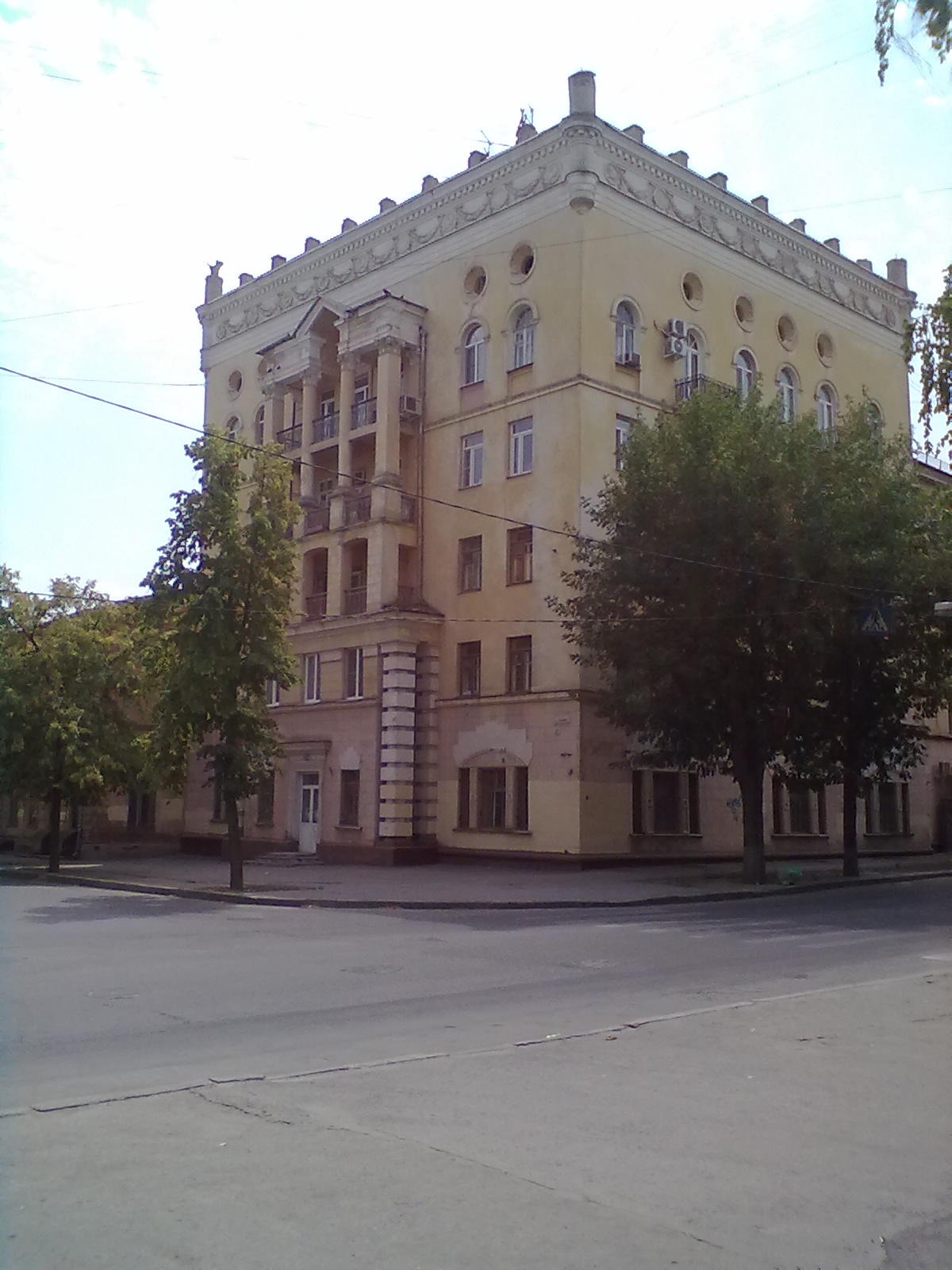
Жилой дом № 17 по улице Ленина
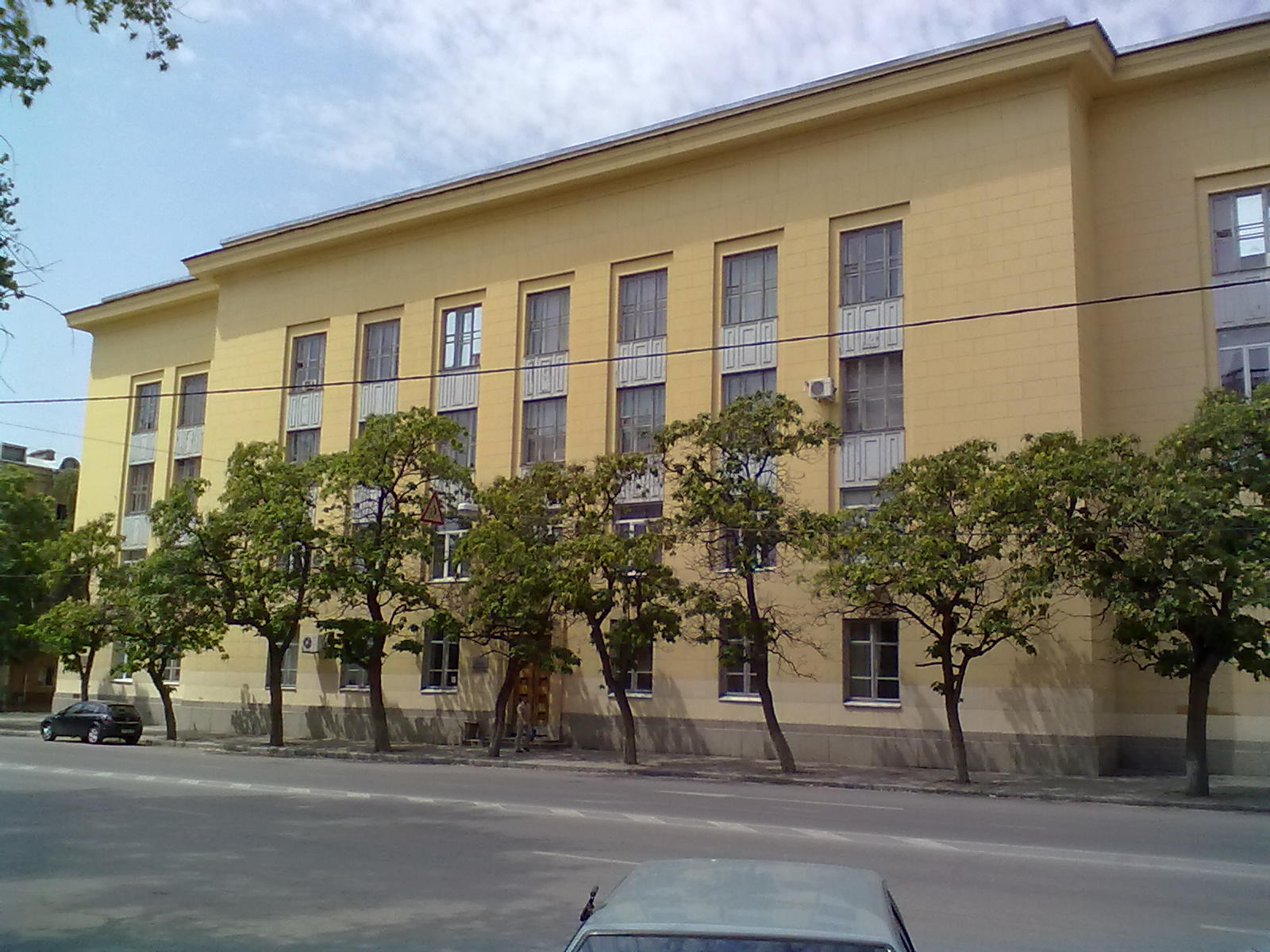
Здание института искусств им. Серебрякова

#### Новый экспериментальный театр (№ 5)
:№ 287
В 1915 году, на деньги купца Репникова был построен Дом науки и искусства. В доме располагалась библиотека, музыкальные классы, театральный кружок, краеведческий музей.
В 1917—1918 годах в здании находился Царицынский исполнительный комитет Совета рабочих, солдатских, крестьянских и казачьих депутатов.
С 1933 года театр получил имя Максима Горького, а драматическая труппа, выступавшая в нём до этого, стала постоянной.
Во время Великой Отечественной войны здание сильно пострадало и было восстановлено только в 1952 году. Перед центральным входом появилась колоннада, а общий стиль здания получил формы, близкие к классицизму.

#### Жилой дом (№ 6)
:№ 285
Дом № 6 — жилой дом, датирован первой половиной 1950-х годов, архитектор Ю. Н. Теленев.

#### Жилые дома № 8 и № 10
Жилые дома № 8 и № 10 по улице Мира построены по проекту архитектора С. Н. Блументаля в 1951 и 1950 году соответственно. По первоначальной задумке дома должны были составлять единое здание из двух корпусов, соединённых переходом, и иметь адрес Ломоносовская, 22. Оба дома имеют высоту в пять этажей (вместо планировавшихся четырёх), дом № 8 также имеет шестиэтажную башню. Одной из особенностей обоих зданий является оригинальный бетонный карниз, поддерживаемый консолями.
Дом № 10 был построен ещё в довоенном Сталинграде по проекту архитектора Александра Дроздова, однако при восстановлении С. Н. Блументалем здание получило кардинально иной внешний вид. Фасады дома № 10, выходящие на улицы Мира и Володарского, на уровне четвёртого этажа украшены гипсовыми медальонами: по три одинаковых с каждой стороны (танцовщица, рабочий, солдат).

#### Гостиница «Волгоград» (№ 12)
:№ 294 :№ 430
В 1890 году купец Василий Воронин построил на главной площади Царицына первую в городе гостиницу «Столичные номера». В годы гражданской войны в здании «Столичных номеров» работал Чрезвычайный областной комитет по продовольствию и снабжению Юга России (Чокпрод) при Наркомпроде РСФСР, руководивший заготовками на юге России. Кроме того, в здании размещалась редакция газеты «Солдат революции». В июне 1918 года в здании жили и работали И. В. Сталин и С. Орджоникидзе.
После гражданской войны название «Столичные номера» исчезло, в 1934 надстроен 4 этаж. В здании размещался Дом лётчиков. Разрушена во время Сталинградской бытвы.
После Сталинградской битвы предпринимались попытки восстановить здание, но в итоге старое снесли, а в 1954 (1955) году построили новое — построили пятиэтажную гостиницу «Сталинград» в тех же габаритах в плане, архитектор А. В. Куровский. В 1961 году вместе с городом переименована в «Волгоград».

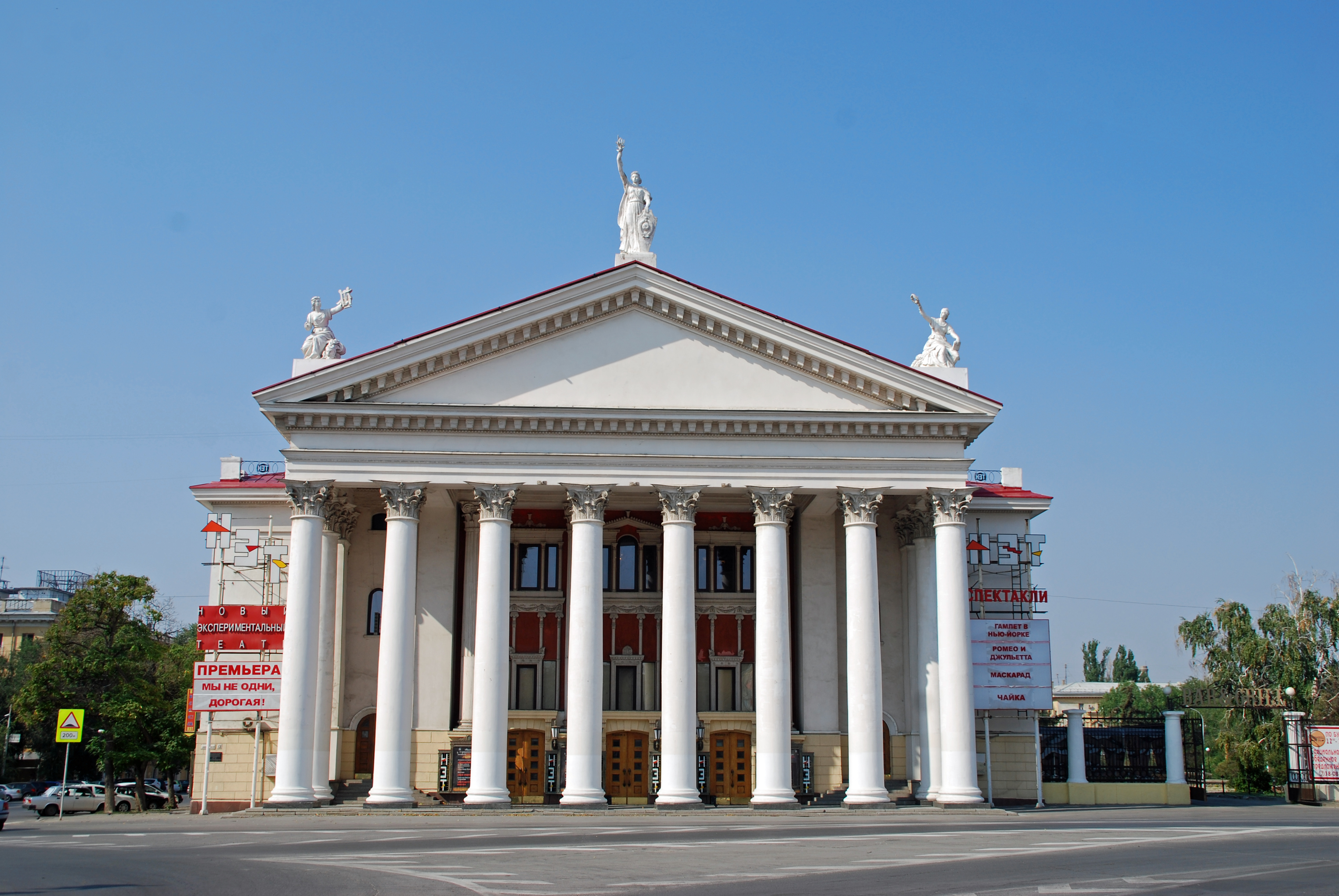
Здание Нового экспериментального театра
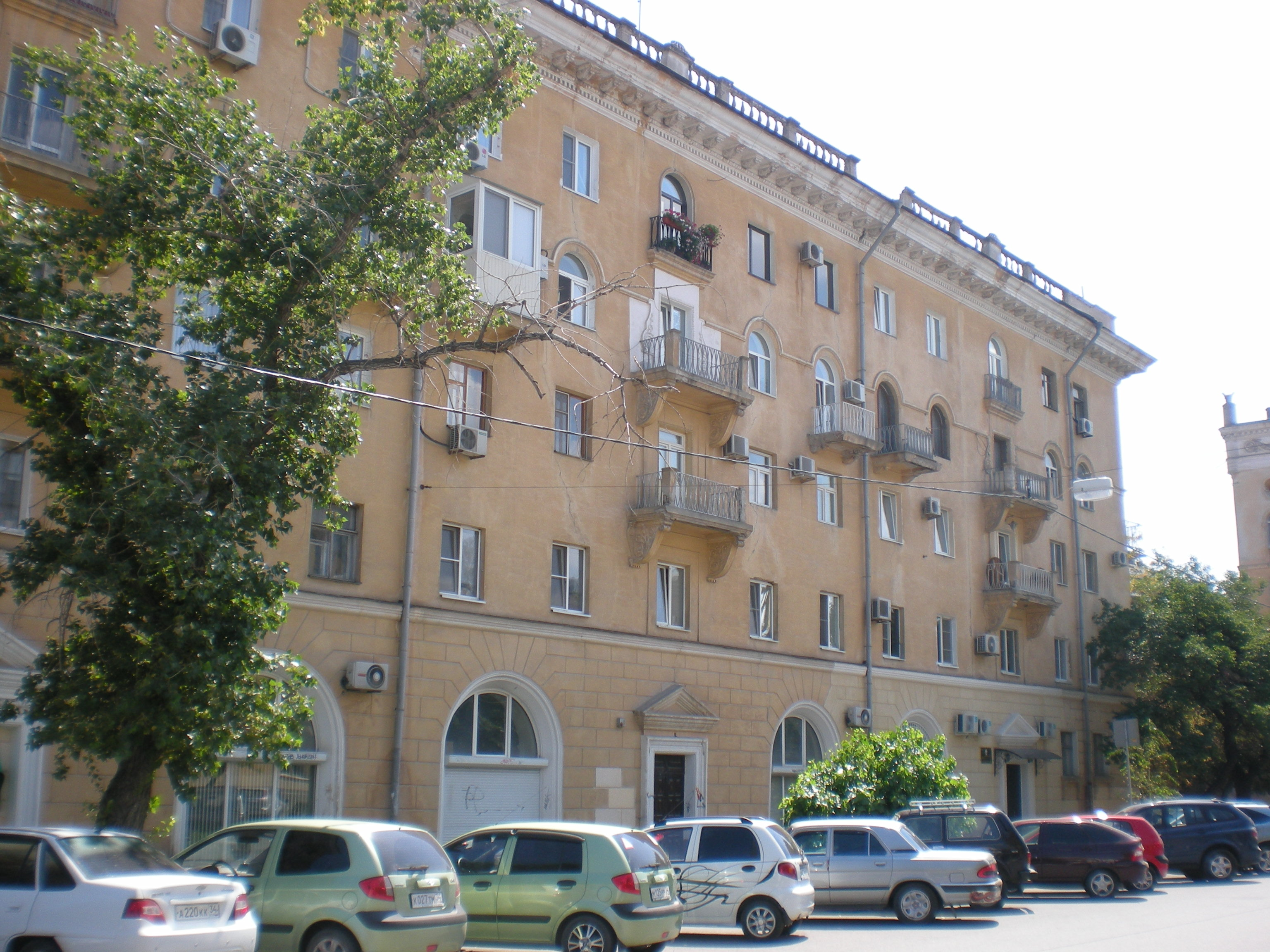
Жилой дом № 6
Жилые дома № 8 и № 10
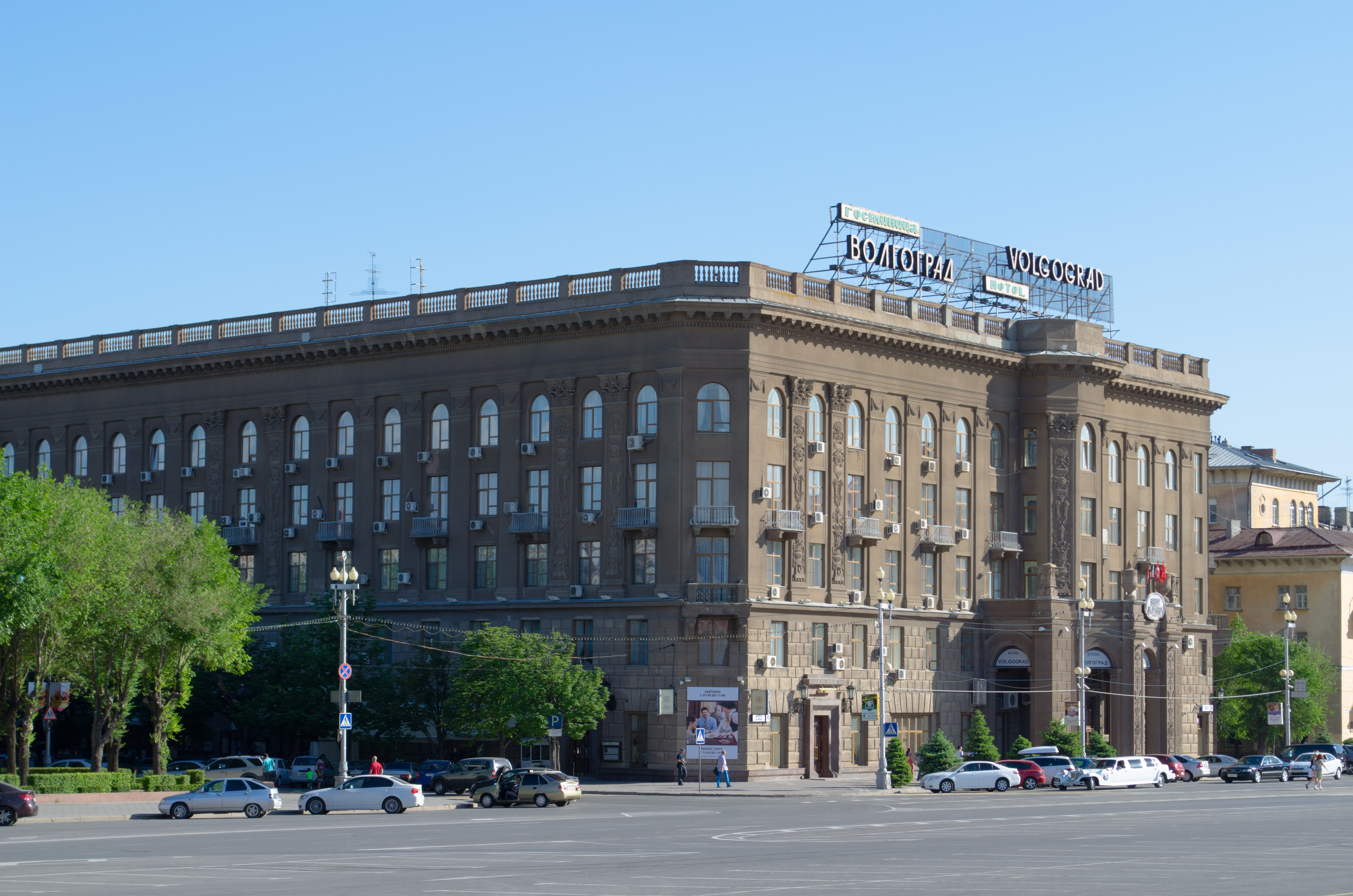
Гостиница «Волгоград»

### Площадь Павших борцов
:№ 408

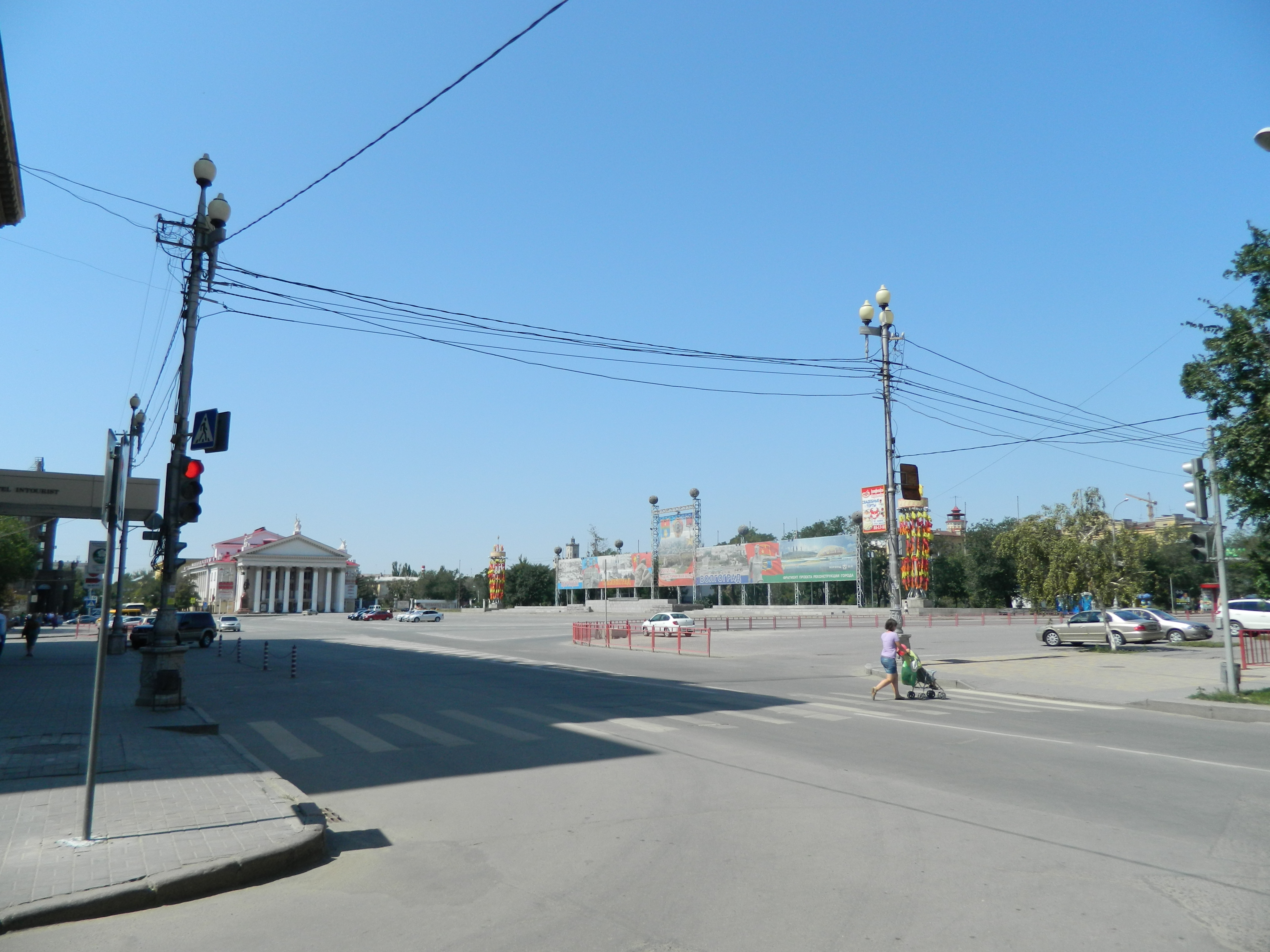
Вид на площадь Павших борцов с северной части улицы Мира

Площадь Павших борцов — центральная площадь Волгограда. В плане имеет Т-образную форму, своеобразна по своей планировке и застройке. Часть площади занимает сквер, открывающийся в сторону Волги. Здания на площади Павших борцов создают гармоничный ансамбль. Комплекс застройки площади Павших борцов и Аллеи Героев (1945—1955), авторы которого архитекторы В. Н. Симбирцев и Е. И. Левитан, является памятником градостроительства регионального значения.
Сергей Сена считает, что несмотря на свой статус, этот участок улицы до настоящего времени является недостроенным. В 1950-е и в конце 1960-х годов рассматривались проекты по строительству на площади Дома Советов. По итогам всесоюзного конкурса был выбран проект волгоградских архитекторов. Проект представлял собой невероятно высокую для своего времени высотку (около 40—50 этажей), которая сочетала в себе и элементы скульптуры: середину «свечки» опоясывали барельефы видных политических деятелей и революционная символика. Финансовые проблемы не позволили реализовать проект..

### От площади Павших борцов до планетария

#### Волгоградский Главпочтамт (№ 9)
:№ 293

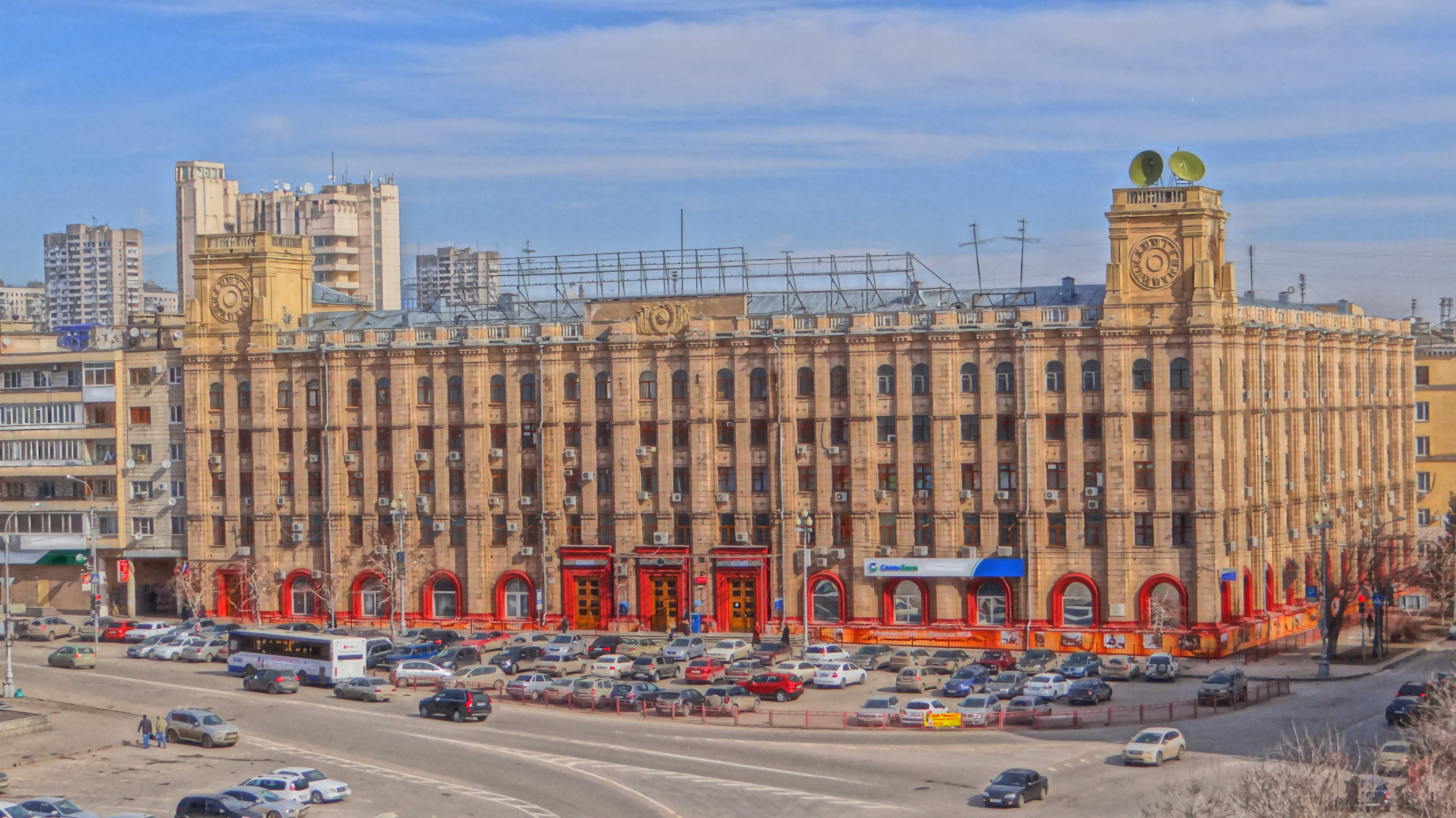
Главпочтамт

Бюст Ю. Б. Левитана

На основании решения Исполкома Сталинградского горсовета от 15 августа 1949 года, на углу улицы Саратовской и площади Павших борцов был отведён участок под строительство Дома связи. Автором проекта стал лауреат Сталинской премии Е. И. Левитан. Строительство Дома связи было начато в 1953 году, а 30 июня 1955 года было окончено, и госкомисия установила, что здание пригодно к эксплуатации.
Здание Почтамта находится на пересечении улиц Гоголя и Мира. Здание пятиэтажное, выполнено из кирпича, фасады облицованы силикатной плиткой. Наделено чертами классической архитектуры, характерной для середины XX века. Северо-восточный фасад замыкает площадь Павших борцов, а юго-восточный выходит на улицу Мира. Фасад здания, выходящий на площадь, решён симметрично. Ось симметрии фиксируется входным порталом с тремя массивными дверными проёмами центрального входа и высоким парапетом на крыше, декорированном государственной символикой СССР. По бокам здания высятся две башенки с циферблатом, что придаёт главпочтамту сходство с немецкими ратушами, для которых они были характерны. Первоначально проектом предусматривалась установка часового механизма в этих башенках, но на строящемся в то же время поблизости здании железнодорожного вокзала уже были смонтирован часовой механизм; в целях экономии средств от часов на главпочтамте решено было отказаться. Долгое время в период советской истории на фасаде главпочтамта красовались слова: «Идеи Ленина живут и побеждают». Несмотря на то, что центральный фасад почтамта выполнен в виде прямоугольника, основной операционный зал имеет округлую форму. В центре круглого зала главпочтамта установлена скульптура Ленина в полный рост.
Со стороны улицы Мира на стене расположен бронзовый бюст Юрия Левитана, который был подарен городу в 1999 году Людмилой Зыкиной и Виктором Черномырдиным как символ памяти о сталинградских связистах. Мемориальная доска, установленная со стороны площади Павших борцов также напоминает о их боевом подвиге: «Связисты Сталинградской области в период Великой Отечественной войны проявили мужество и героизм. Обеспечивая всеми видами связи Сталинградский, Донской, Юго-Западный фронты, самоотверженным трудом они способствовали разгрому немецко-фашистских войск под Сталинградом».
В 2001 году на всех этажах была произведена перепланировка, в связи с производственной необходимостью.
В настоящее время в здании располагаются службы Главпочтамта, отделения почтовой связи, переговорный пункт, медпункт, телеграф, службы федеральной почтовой связи, ОАО «Электросвязь», Волгоградский радиоузел и службы филиала «Проектсвязьстрой».

#### Жилой дом (№ 11)
:№ 288
Дом № 11 — жилой дом, построен в 1951 году, архитектор Е. И. Левитан. Фасады здания выходят на улицу Мира и Комсомольскую, формируя стиль значительной части улицы Мира. Главная деталь части здания, выходящей на улицу Мира — шесть эркеров. Имеется также небольшое количество лепнины в виде снопов и кругов, расположенных на стене под карнизом.
Предметами охраны являются штукатурка и цвет колера цоколя, размер и форма бровки цоколя, штукатурка и колер окраски стен, размер и форма оконных и дверных проёмов, размер, форма и колер окраски многопрофильной окантовки оконных проёмов, размер, форма и колер окраски всех декоративных деталей, оформляющих эркер: филёнка прямоугольной и круглой формы, сухарики и многопрофильный карниз.

#### Жилой дом (№ 13)
:№ 289
Дом № 13 — жилой дом, построенный в 1947—1950 годах, архитектор К. Н. Афанасьев. С 1949 по 1970 год в доме жил народный артист РСФСР Синицын К. А., архитектор Левитан, Ефим Иосифович вплоть до своей смерти в 2007 году, а также академик РАН Зборовский, Александр Борисович вплоть до своей смерти в 2016 году.
В феврале 2012 года в кафе, расположенном в доме, произошёл пожар в результате которого пострадало более двух десятков человек.
Именно дома № 13 и 20 стали своего рода лицом улицы Мира, поскольку к официальному открытию улицы они были полностью восстановлены. Остальные дома были возведены уже в 1950-х годах.

#### Гостиница «Интурист» (№ 14)
:№ 295

Проект гостиницы разработан институтом «Сталиградпроект», автор — архитектор Б. Г. Гольдман. Строительство начато в мае 1953 года строительным управлением «Сталинград строй». Здание было принято в эксплуатацию 25 декабря 1957 года, а на следующий день состоялось его торжественное открытие.
Здание расположено на углу улицы Мира и площади Павших борцов, что определило Г-образную форму плана. Архитектура выдержана в неоклассическом стиле середины 1950-х годов. В отделке широко использованы элементы классического декора: пилястры, парапет с балюстрадой по верху венчающего карниза, бендлеты, лепнина в виде листьев аканта. Фасады разбиты на два яруса, нижний — рустован. В здании предусмотрены два равноценных входа — с улицы Мира и с площади Павших борцов. Оба входа оформлены как отдельные порталы.

#### Волгоградская областная библиотека им. М. Горького (№ 15)
Здание библиотеки на улице Мира было построено в 1984 году. Её открытие в 1985 году стало заметным событием в культурной жизни города и области, на нём присутствовали министр культуры РСФСР Ю. С. Мелентьев и народный поэт Дагестана Р. Г. Гамзатов. Изначально, фасад здания был отделан светло-кремовым травертином, который в 2010 году был заменён на более современный материал.
В настоящее время библиотека им М. Горького является крупнейшей библиотекой региона, в структуру библиотеки входит Региональный центр информационных ресурсов Президентской библиотеки им. Б. Н. Ельцина, в 2012 году открыт электронный читальный зал с доступом к ресурсам Президентской библиотеки.

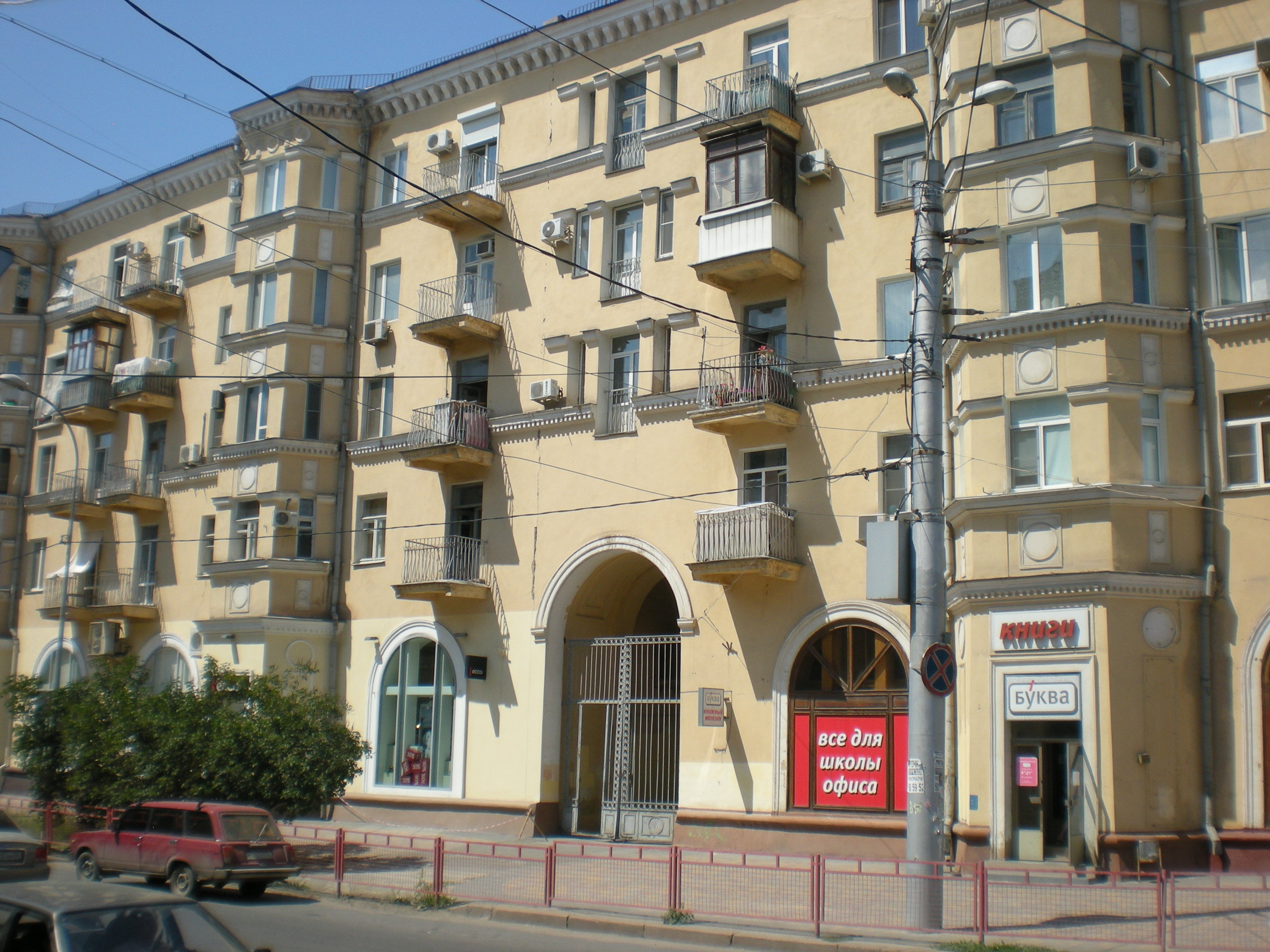
Жилой дом № 11
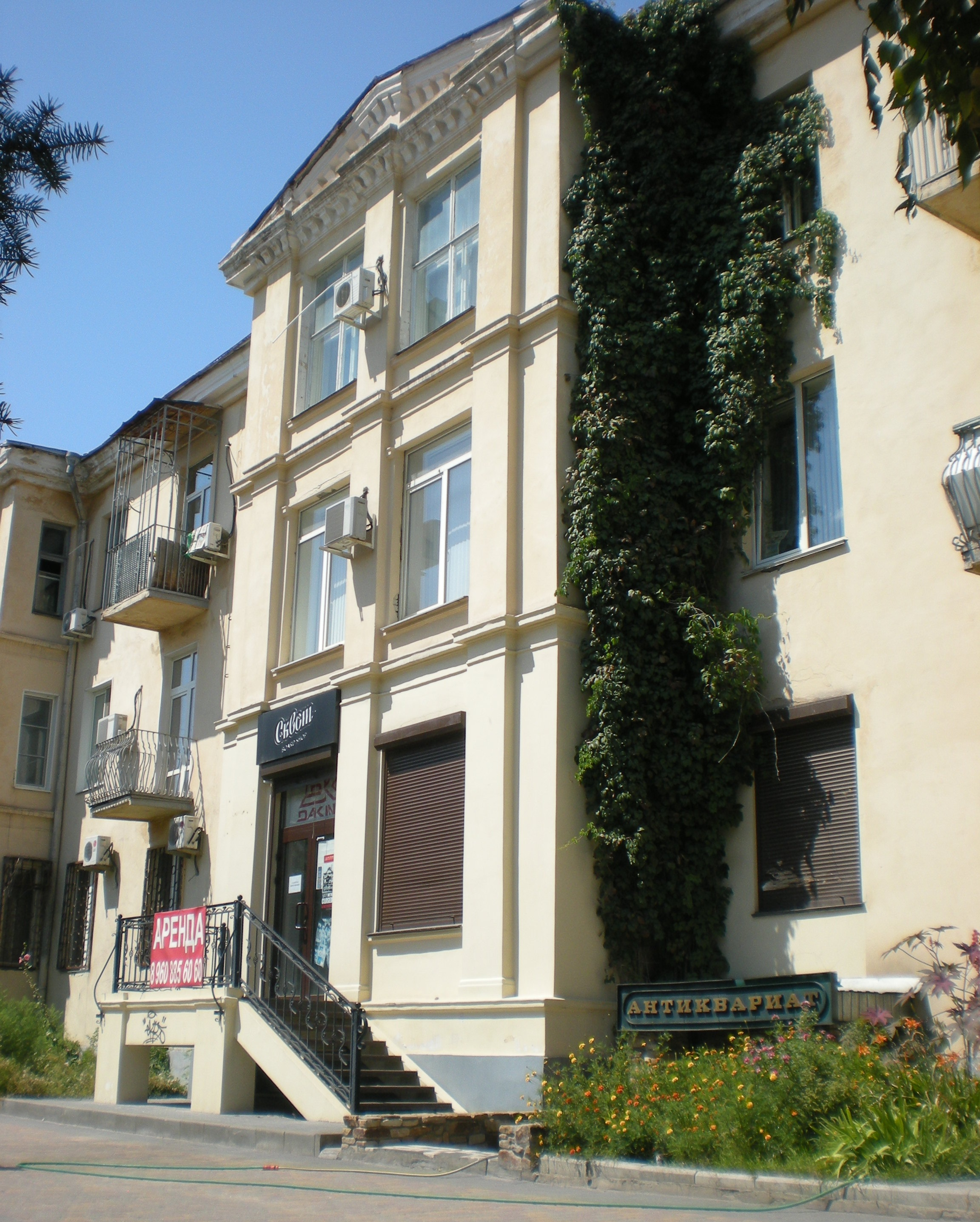
Жилой дом № 13
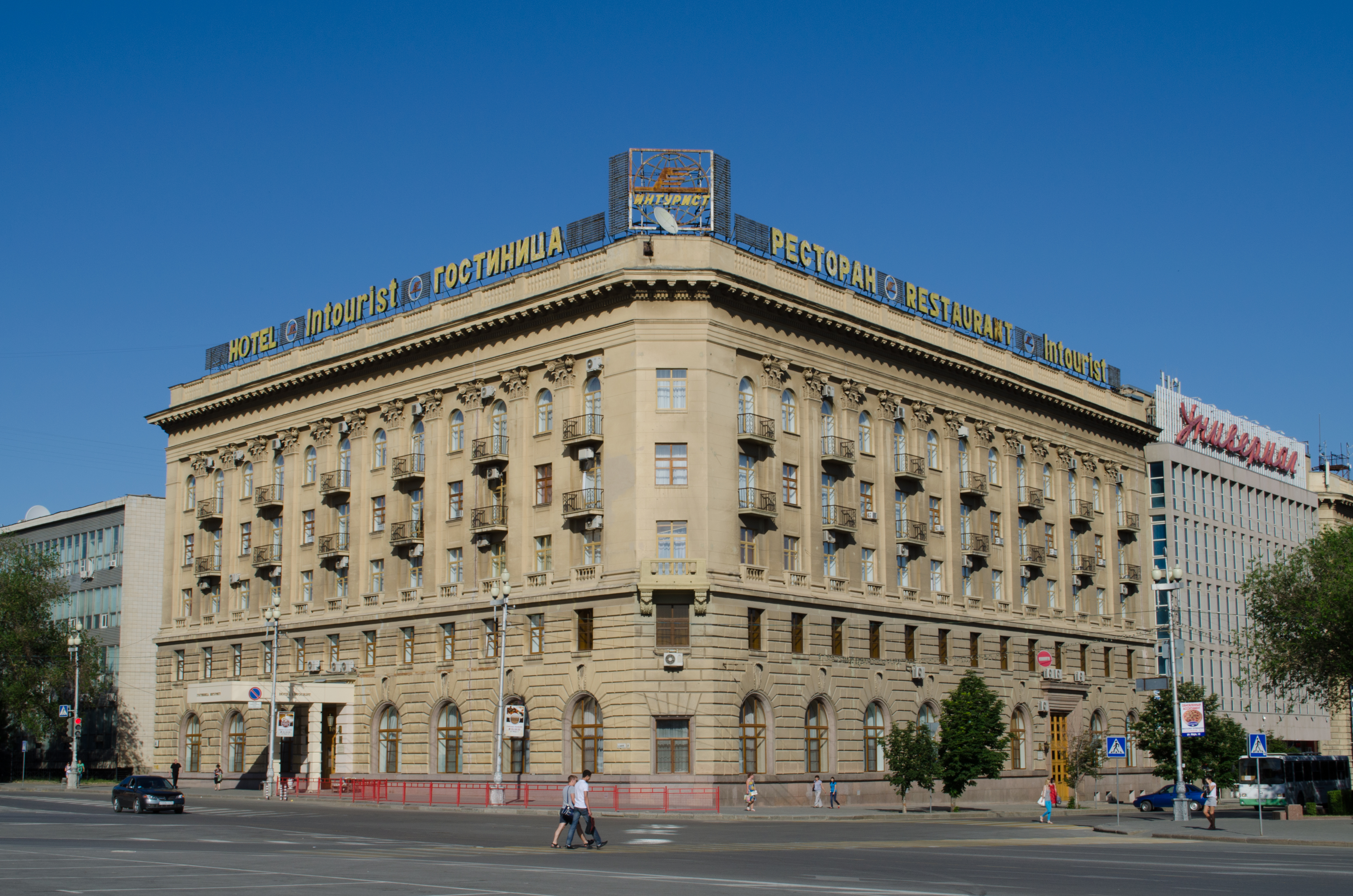
Гостиница «Интурист» (№ 14)
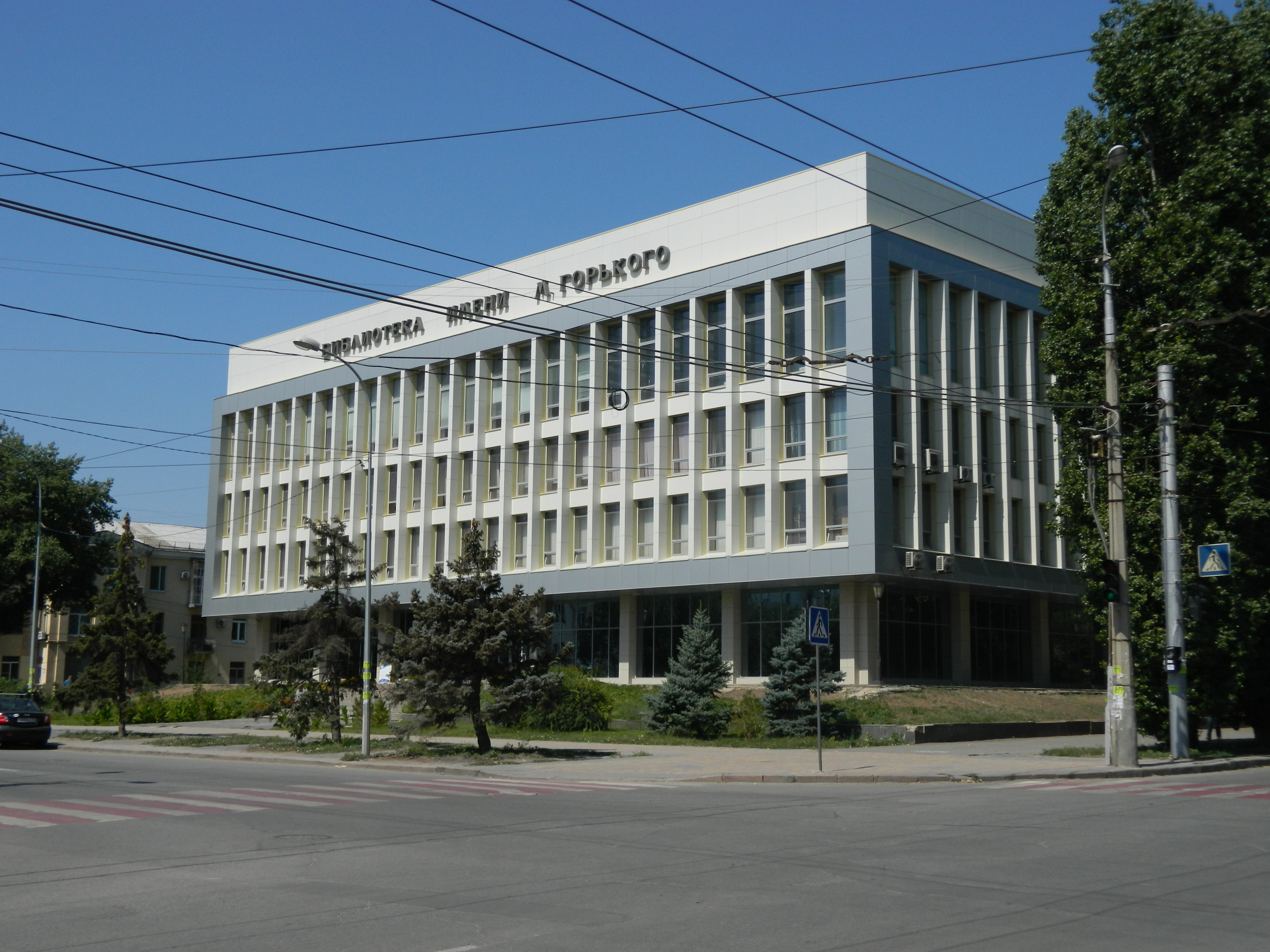
Библиотека имени М. Горького (№ 15)

#### Междугородняя телефонная станция (№ 16)
Здание построено в стиле советского модернизма и примечательно использованными в оформлении жестяными барельефами с различными изображениями.

#### Лицей № 5 — средняя школа № 8 (№ 17)
:№ 296
Здание построено до Сталинградской битвы. С июня 1941 по август 1942 года в здании размещался эвакогоспиталь № 379. Кроме того, с июля по август 1942 года в нём располагался полевой госпиталь 62-й армии.
Здание школы № 8 (нынешний лицей № 5) восстановлено в конце 1940-х под руководством А. С. Кулева.

#### Институт «Волгоградгражданпроект» (№ 19)
:№ 297
Здание института «Волгоградгражданпроект», датировано первой половиной 1950-х годов, архитектор Стрельченко.
Институт «Волгоградгражданпроект» ведёт свою историю с 1945 года, когда было принято решение об организации специального «Главного управления по восстановлению Сталинграда» («Главсталинградстрой»). При главном архитекторе города учреждена архитектурно-проектная мастерская, первым начальником которой стал В. Н. Симбирцев. Через год Симбирцева, ставшего главным архитектором, сменит В. Е. Масляев. Именно на архитектурно-проектную мастерскую, реорганизованную впоследствии в институт «Сталинградпроект», были возложены задачи по формированию облика города, проектированию отдельных зданий и ансамблей.

#### Жилой дом (№ 20)
:№ 290
Дом № 20 — жилой дом, построенный в 1950 году, архитекторы Н. И. Синявский и Н. А. Наумова. С 1956 по 1996 год в доме жил заслуженный артист РСФСР А. А. Высоцкий.

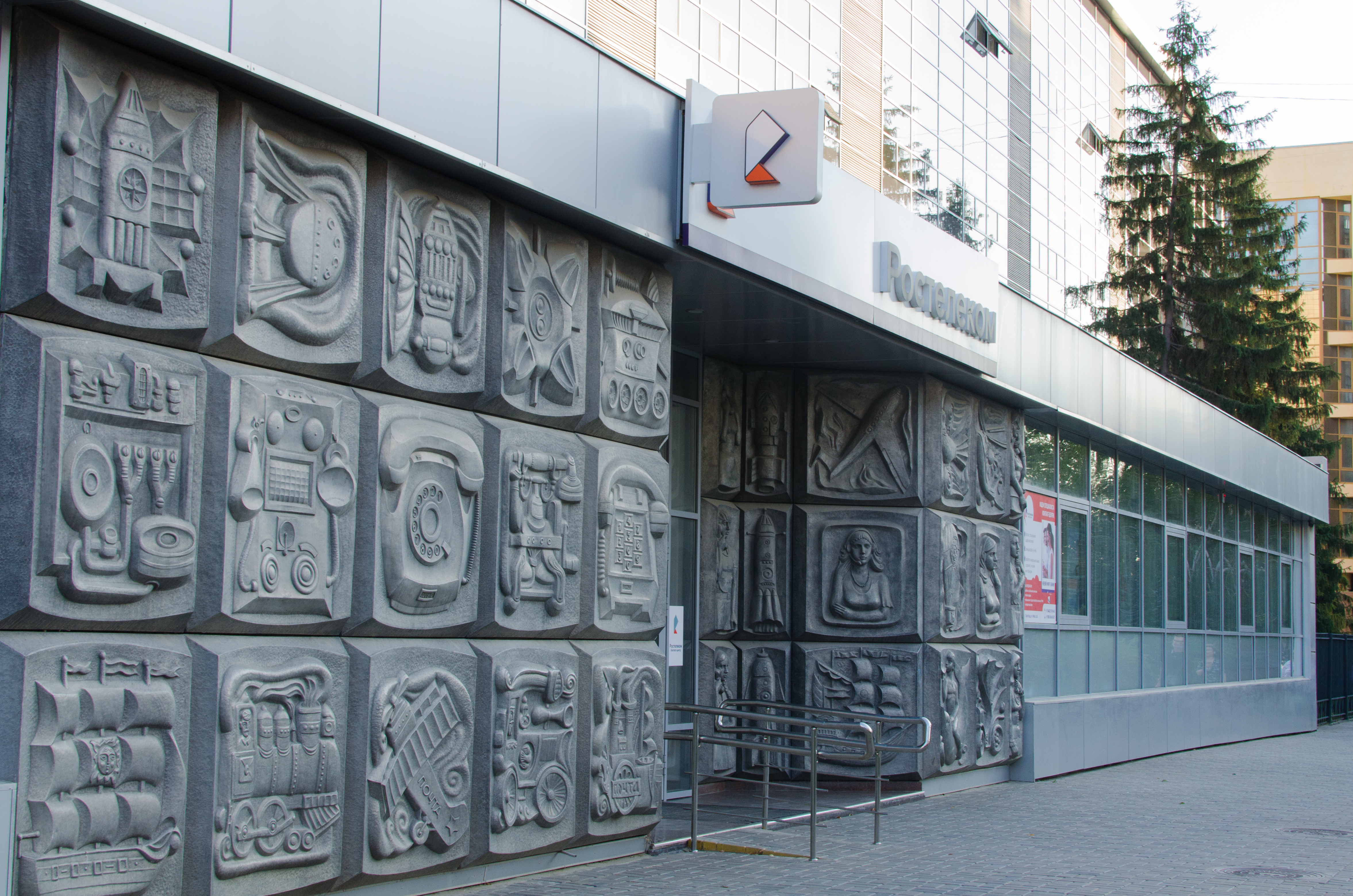
Междугородняя телефонная станция (№ 16)
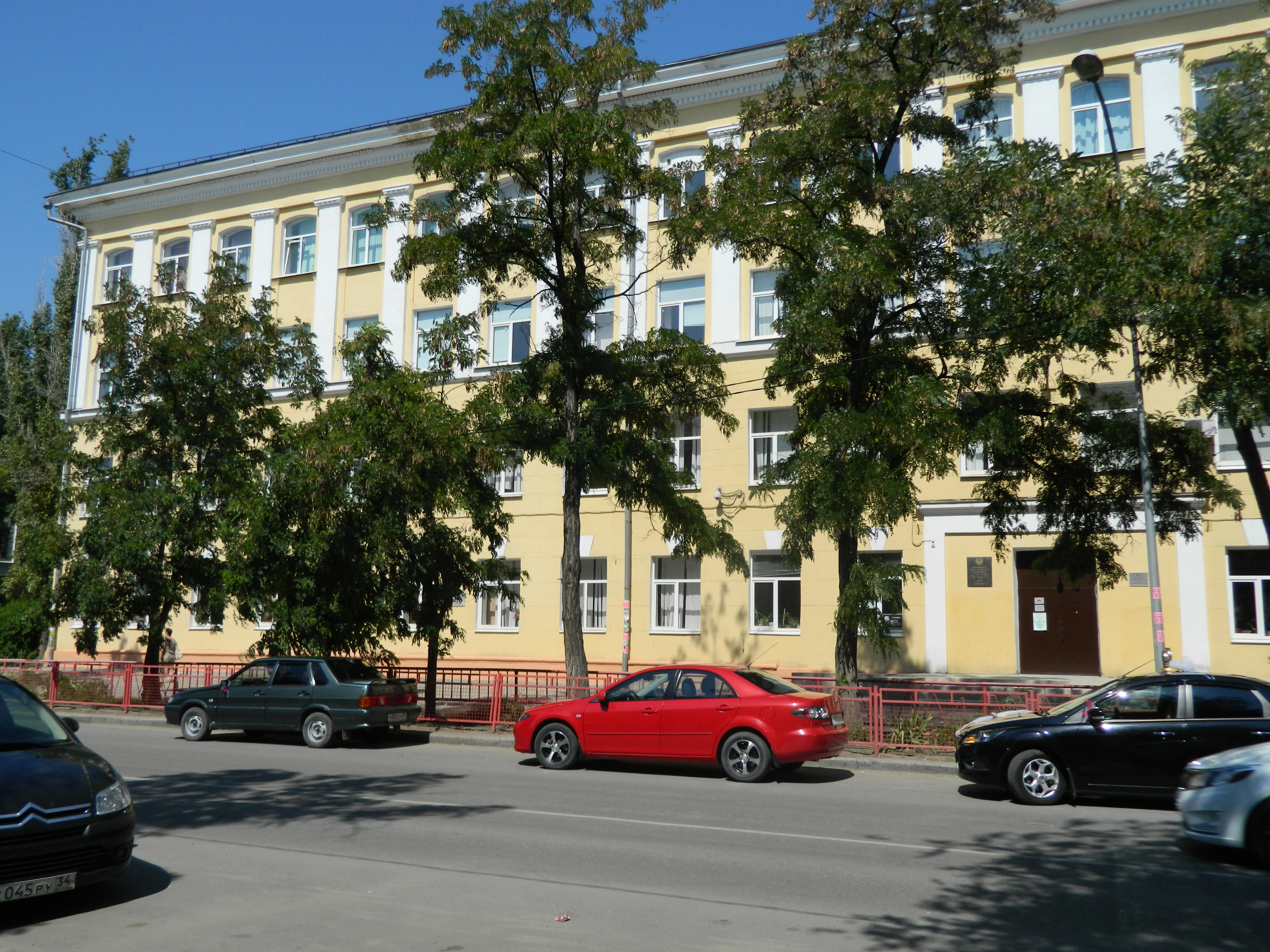
Лицей № 5 (№ 17)
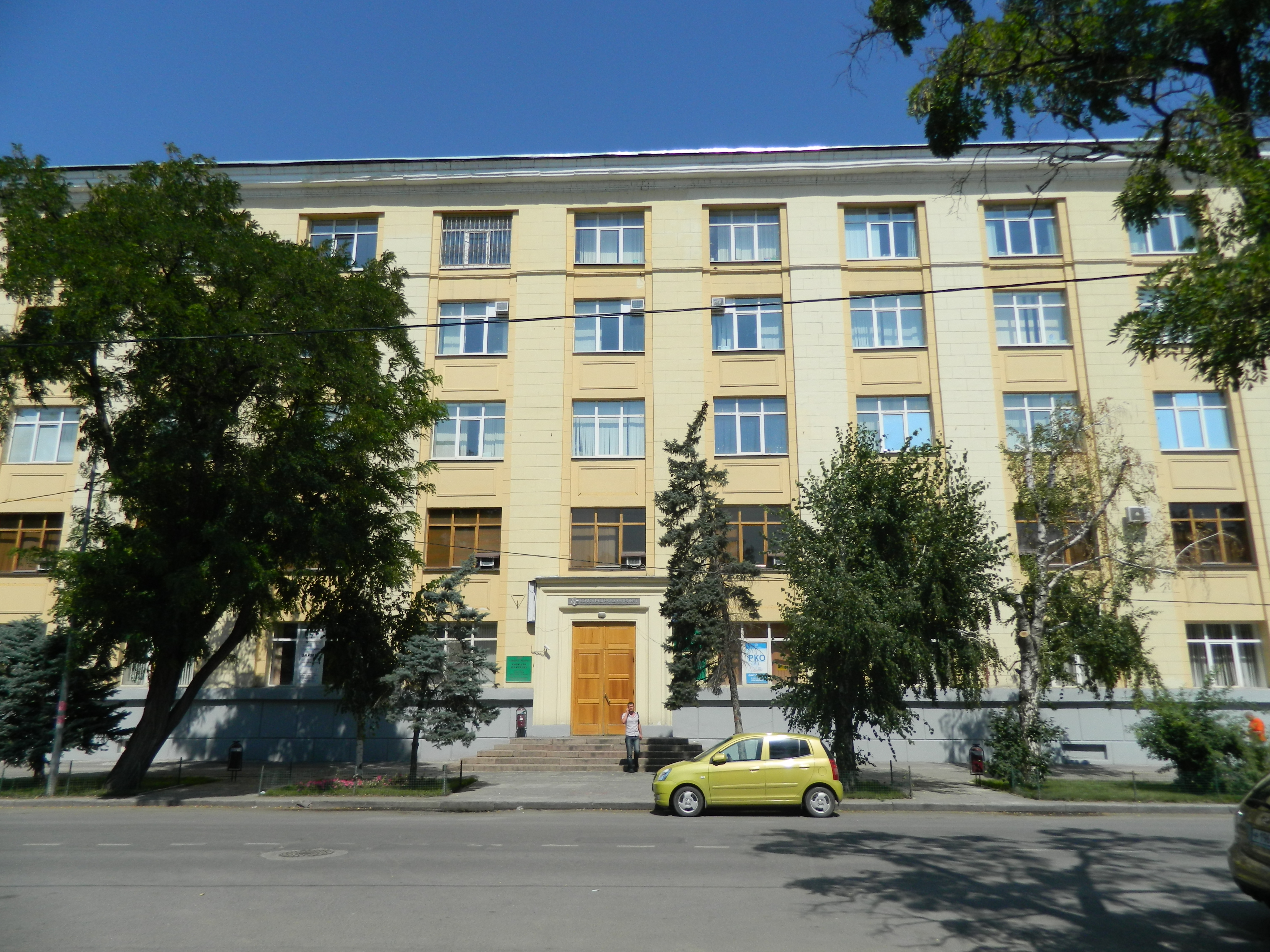
Институт «Волгоградгражданпроект» (№ 19)
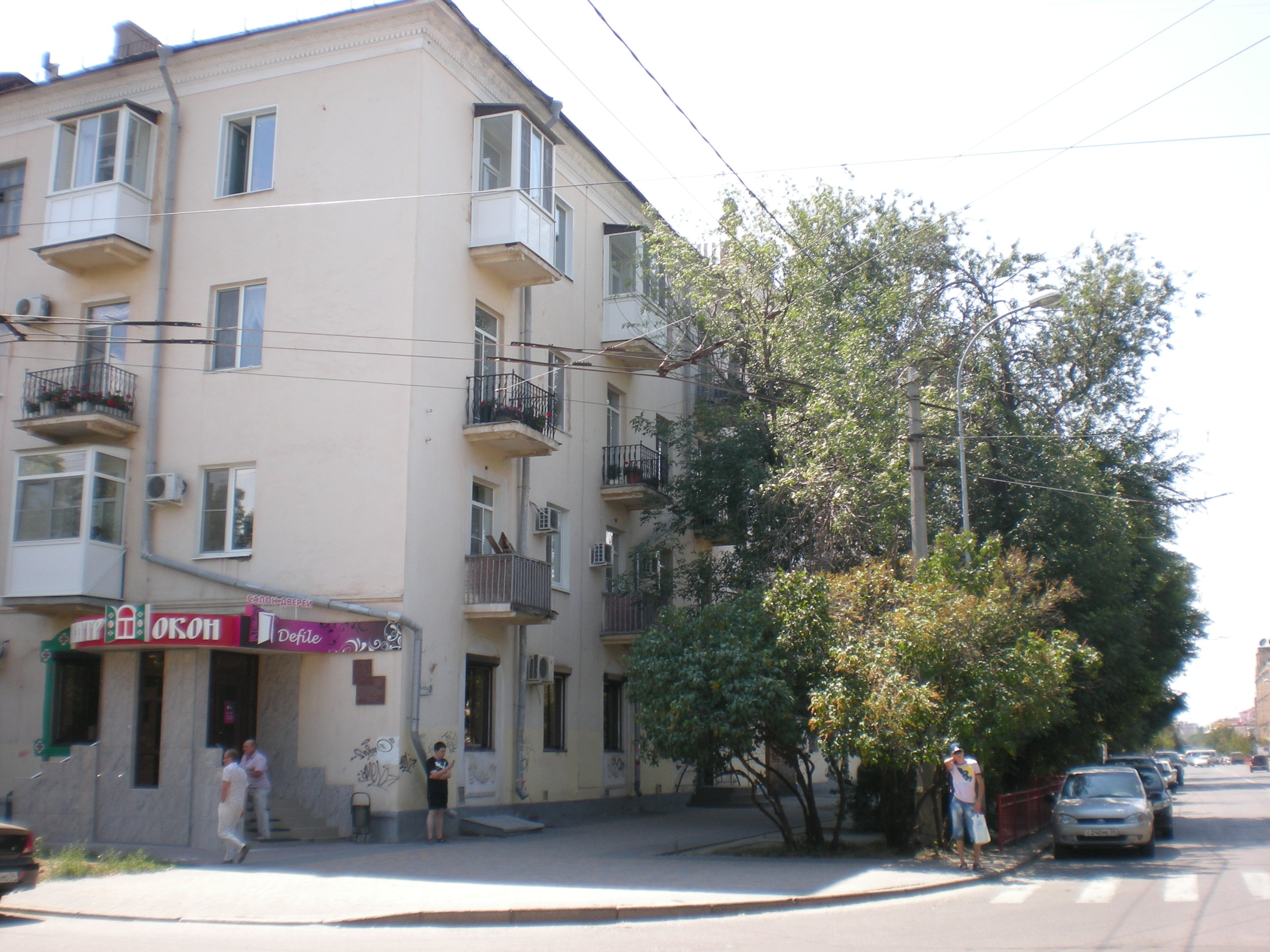
Жилой дом № 20

#### Жилой дом (№ 21)
Дом № 21 — жилой дом, построен в 1955 году.

#### Жилой дом (№ 24)
:№ 291
Дом № 24 — жилой дом, построенный в 1951 году. Здание П-образное в плане, разновеликое, скомпонованное в квартальную застройку. Состоит из 4-этажного, Г-образного в плане здания, фиксирующего угол улиц Мира и Порт-Саида, и 3-этажного прямоугольного в плане здания. Цоколь здания из силикатного кирпича, оштукатурен, окрашен. Архитектор Н. И. Синявский.
С 1961 по 1987 год в доме жил Герой Советского Союза А. Д. Фадеев.
В начале 2011 года на уровне нежилого 1 этажа выполнены реконструкции и приспособления встроенных (ранее жилых) помещений.

#### Здание «Промстройбанка» (№ 24а)
:№ 298
Решением Исполкома горсовета № 3/100 от 9 февраля 1953 года был выделен земельный участок под строительство административного здания областной конторы Коммунального банка, а 3 апреля того же года на нём началось строительство. 22 июля 1955 года здание сдано в эксплуатацию. Архитекторы Г. Н. Кравец и А. К. Савченко:№ 298.
Здание двухэтажное, кирпичное. Архитектура выполнена в классических формах середины XX века. Главный фасад акцентирован шестиколонным портиком, расположенным на стилобате. Портик увенчан треугольным фронтоном. В отделке применяется лепнина в виде листьев аканта и элементы классической ордерной системы (сухари, ионики). Цокольный этаж рустован. Здание банка замыкает глубокий курдонёр, открытый на улицу Мира.

#### Жилой дом (№ 26)
:№ 292
Дом № 26 — жилой дом, датирован первой половиной 1950-х годов, архитекторы Н. И. Синявский, А. И. Рубин.

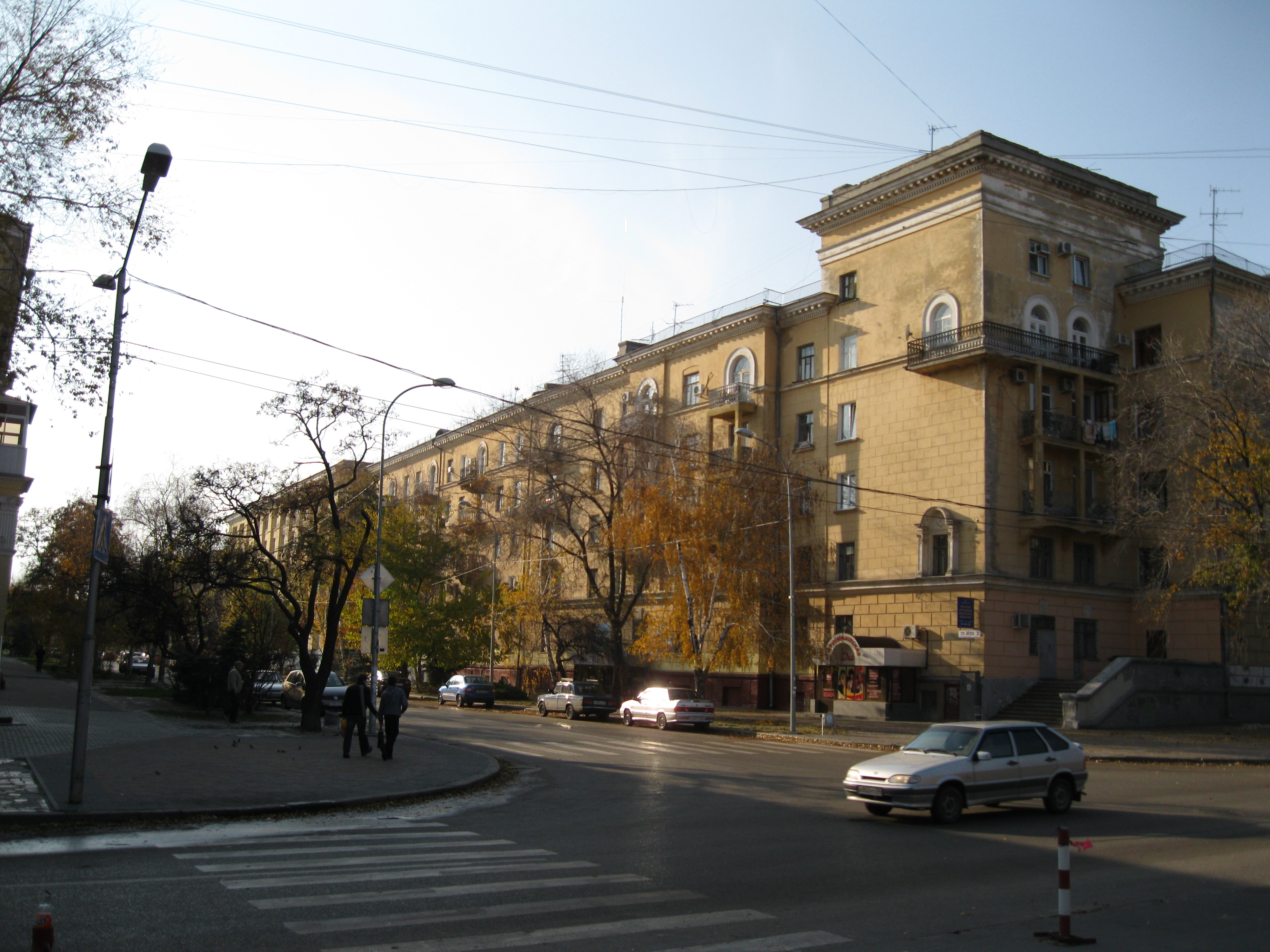
Жилой дом № 21
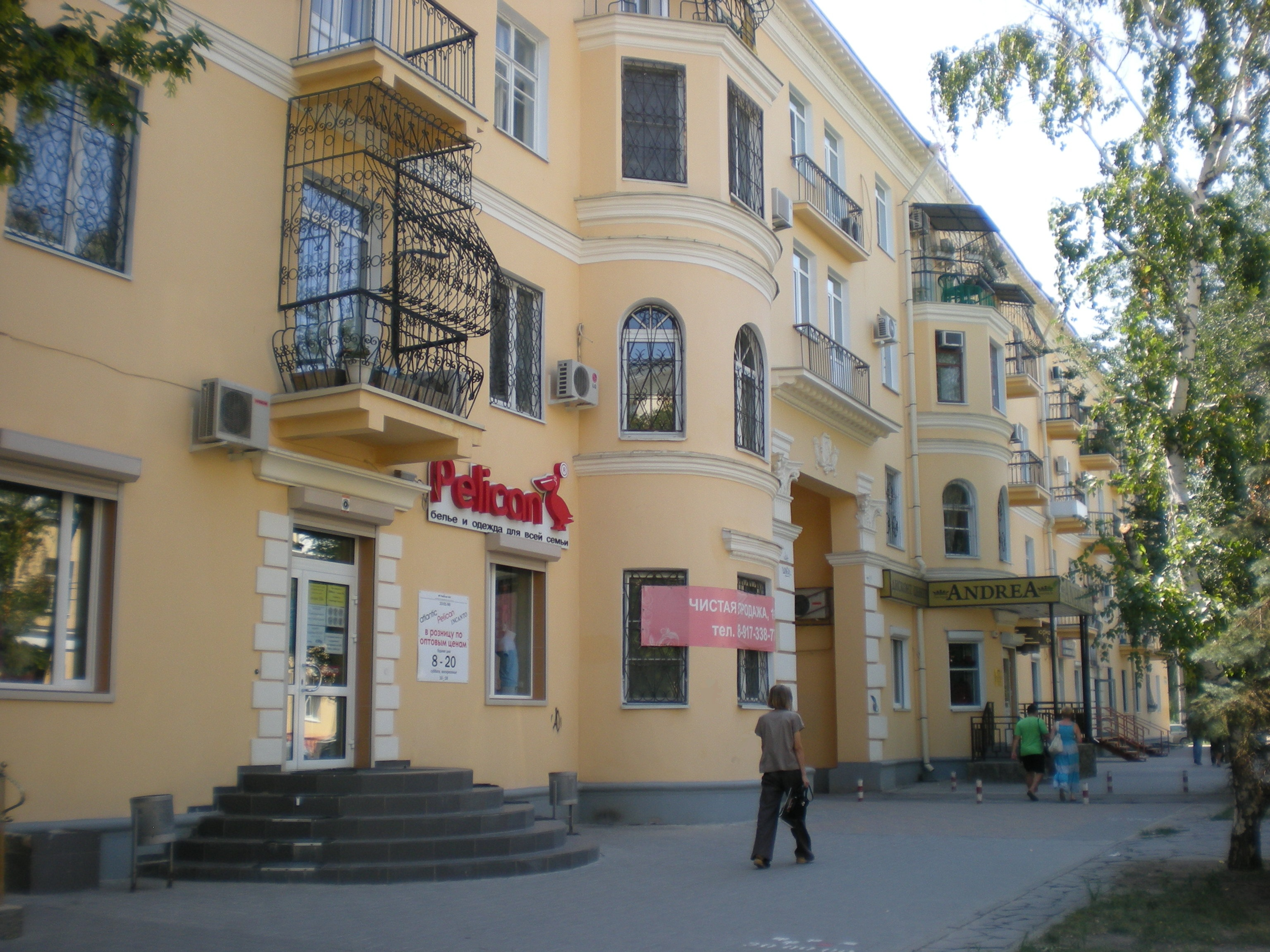
Жилой дом № 24
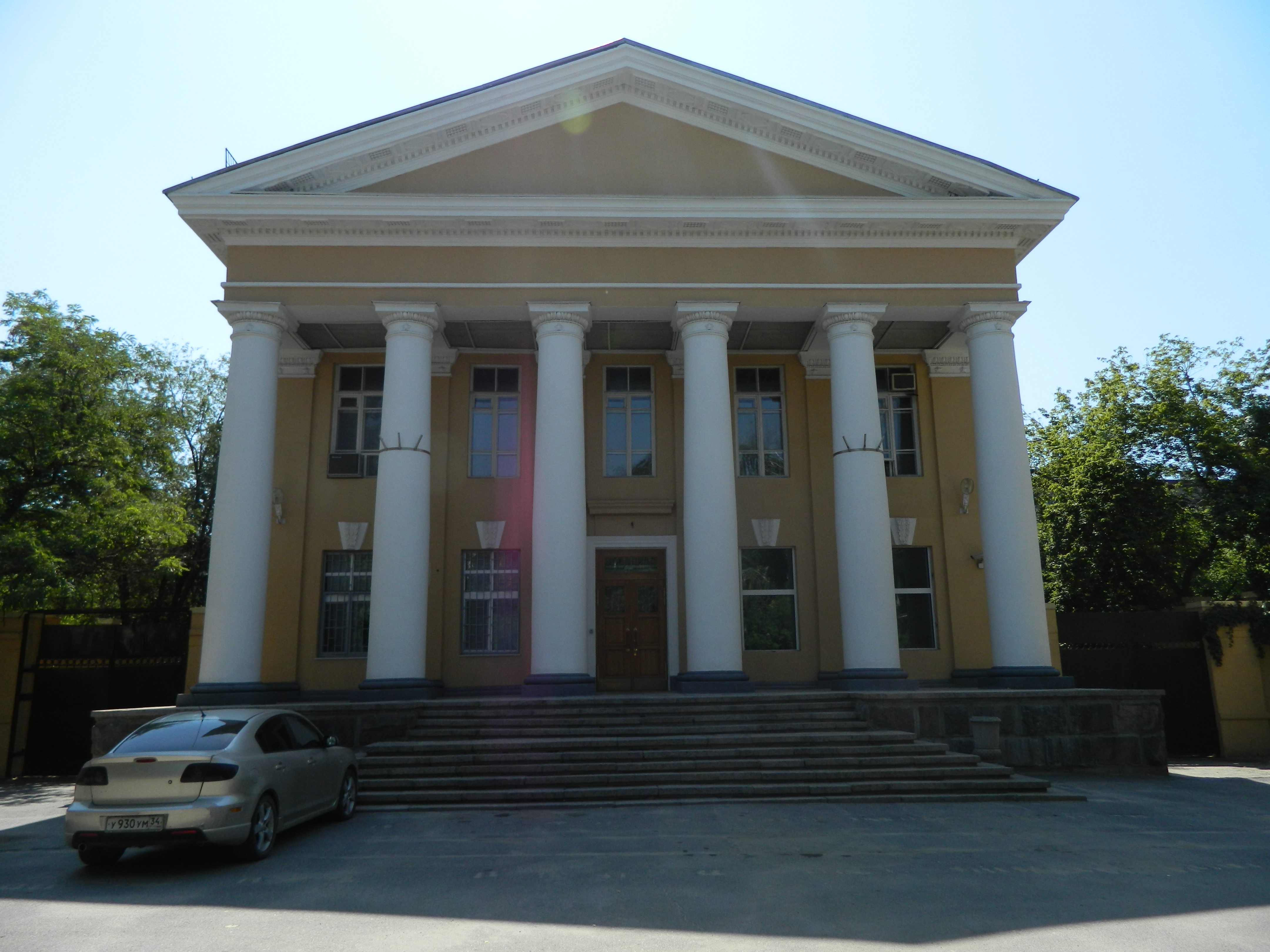
Здание «Промстройбанка» (№ 24а)
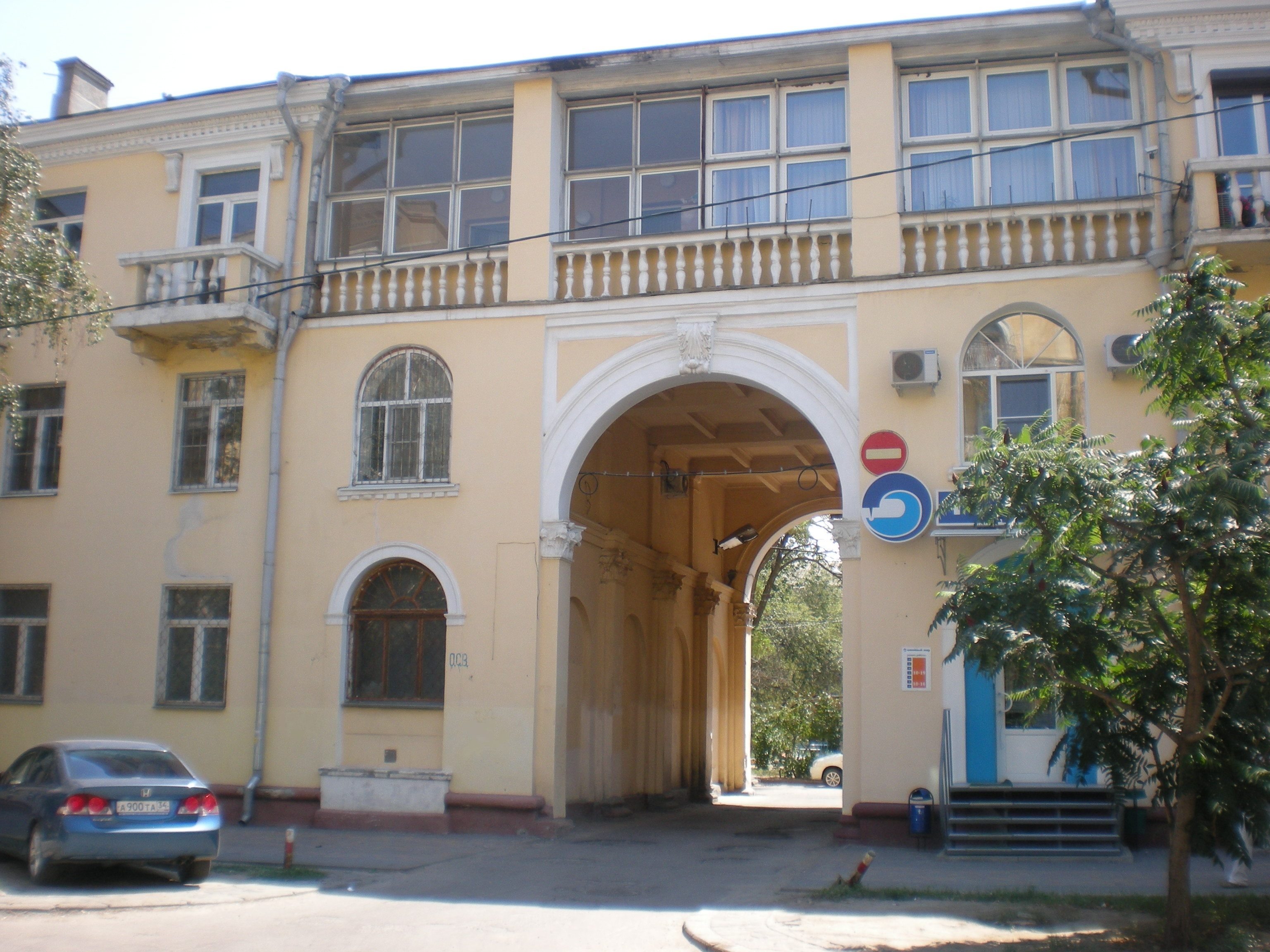
Жилой дом № 26

### Планетарий
:№ 299

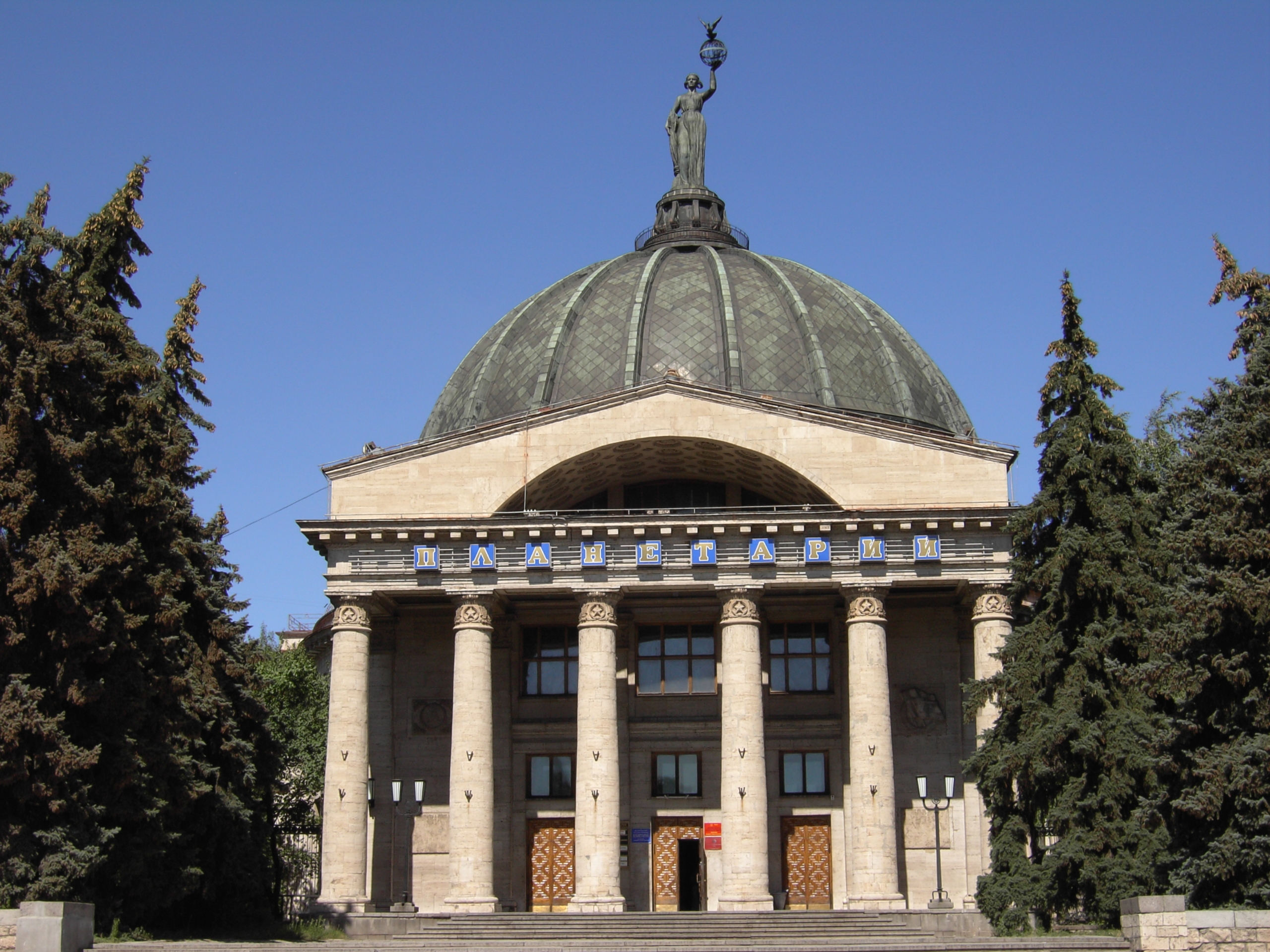
Фасад планетария со стороны улицы Мира

Идея возведения планетария в Сталинграде родилась в преддверии 70-летия И. В. Сталина. Он должен был стать подарком к его юбилею от жителей Германской Демократической Республики. В адрес сталинградских строителей из Германии поступило более 260 вагонов с грузами, а также с оборудованием для будущего планетария. На тот момент в стране существовали только два планетария — в Москве и Киеве, но Сталинградский должен был превзойти их и в техническом и архитектурном плане.
19 сентября 1954 года состоялось торжественное открытие планетария. В этот день в 12 часов дня перед зданием планетария состоялся митинг. На митинге присутствовали глава делегации Германии О. Гешке, министр культуры Т. М. Зуева, представители партийных, общественных организаций.
Здание планетария изначально было спроектировано немецкими архитекторами, но из-за того что немецкий проект плохо подходил под условия города, сталинградские архитекторы В. Н. Симбирцев и М. А. Хомутов разработали собственный проект планетария. К строительным работам были привлечены пленные немцы.
Купол планетария увенчан статуей «Женщина с приподнятой руки выпускает голубя мира», созданной Народным художником СССР В. И. Мухиной.

## Прочие достопримечательности
Сквер Строителей (до 6 сентября 2023 года — Су́рский сквер) находится на территории, ограниченной улицами Краснознаменской, 10-й дивизии НКВД, Мира и домом № 2 по улице 10-й дивизии НКВД. Прежнее название сквер имел по имени Сурской улицы, которую до 1982 года носила улица 10-й дивизии НКВД. Часть территории сквера занимает площадка детского сада. В 2023 году в сквере была проведена реконструкция, после чего он был переименован в сквер Строителей. В сквере установлена скульптурная композиция работы Сергея Щербакова, изображающая архитектора, начальника стройки и рабочего-строителя, обсуждающих генеральный план Волгограда. Также вдоль дорожек размещены миниатюрные бронзовые копии достопримечательностей города: царицынской пожарной каланчи, Центрального универмага, Александро-Невского собора, Вечного огня на Мамаевом кургане.
Памятник Павлу Серебрякову был установлен 26 октября 2012 года около института искусств в честь 95-летия учебного заведения. Представляет собой барельеф, выполненный из белого камня и изображает Серебрякова играющим на пианино.
«Фонтан Любви» был открыт напротив здания Нового экспериментального театра 14 октября 2005 года на месте разрушенного в 1960-х годах фонтана «Каменный цветок». Скульптуру влюблённых выполнил из бронзы флорентийский скульптор Сильвио Белуччи. Инициатором же установки выступил глава Волгограда Евгений Ищенко, фонтан был своего рода подарком для невесты градоначальника. Фонтан представляет собой скульптуры девушки и юноши, стоящих друг к другу спиной и держащихся за руки.

Памятник в сквере Строителей
Памятник Серебрякову
Фонтан Любви

Памятник Александру Невскому, небесному покровителю Волгограда, был открыт 24 февраля 2007 года на площади Павших борцов. Александр Невский был широко почитаем в дореволюционном Царицыне. Кроме того, до 1932 года на площади существовал крупнейший в Нижнем Поволжье храм, посвящённый этому святому.
Памятник представляет собой князя в ратном облачении, шагающего с боевым знаменем в правой руке, на котором запечатлён Спас Нерукотворный. Автор памятника — волгоградский скульптор, Заслуженный художник Российской Федерации Сергей Щербаков. Высота скульптуры — 3,2 метра, гранитного постамента — почти 4 метра.
Между тем, многие горожане считают выбранное для памятника место (центр кругового перекрёстка) неудачным, так как к памятнику невозможно подойти из-за автомобильного движения.
Памятный знак, посвящённый строителям улицы Мира открыт 30 апреля 1981 года напротив здания междугородней телефонной станции. Представляет собой гранитный параллелепипед, на гранях которого прикреплены две таблички с текстом и табличка с гербом Волгограда. Автор стихотворения на одной из табличек — Лев Кривошеенко.
Сквер Симбирцева расположен на пересечении улиц Симбирцева, Порт-Саида и Мира. Носит имя В. Н. Симбирцева, внёсшего значительный вклад в проектирования Волгограда, и, в частности, ансамбля улицы Мира.
В сквере располагается здание физиотерапевтической поликлиники (ранее — второй царицынской синагоги), фонтан, памятник первому воеводе Царицына Г. О. Засекину, а также два кафе.

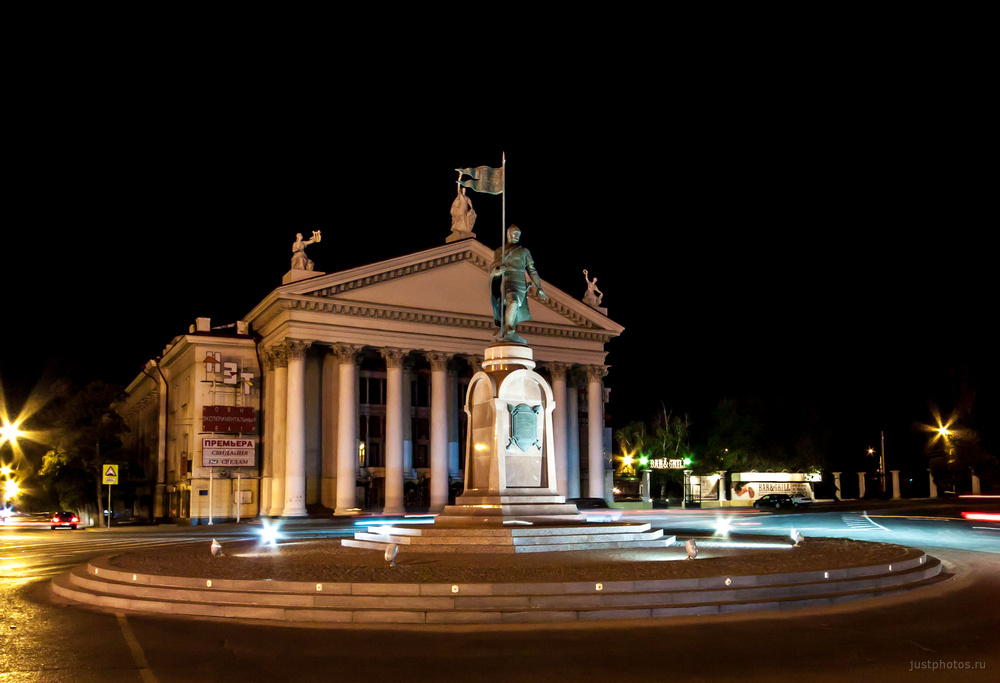
Памятник Александру Невскому
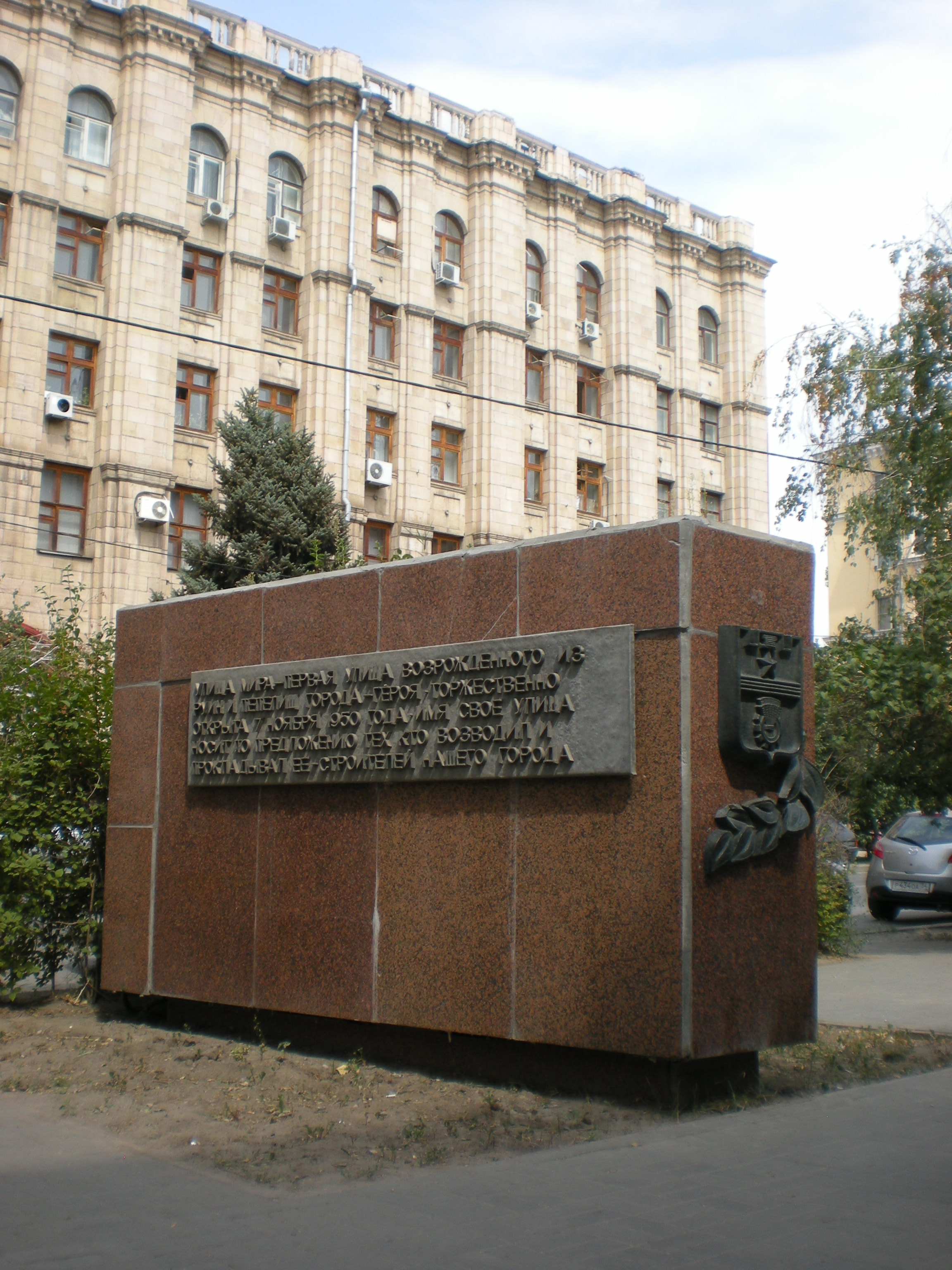
Памятный знак
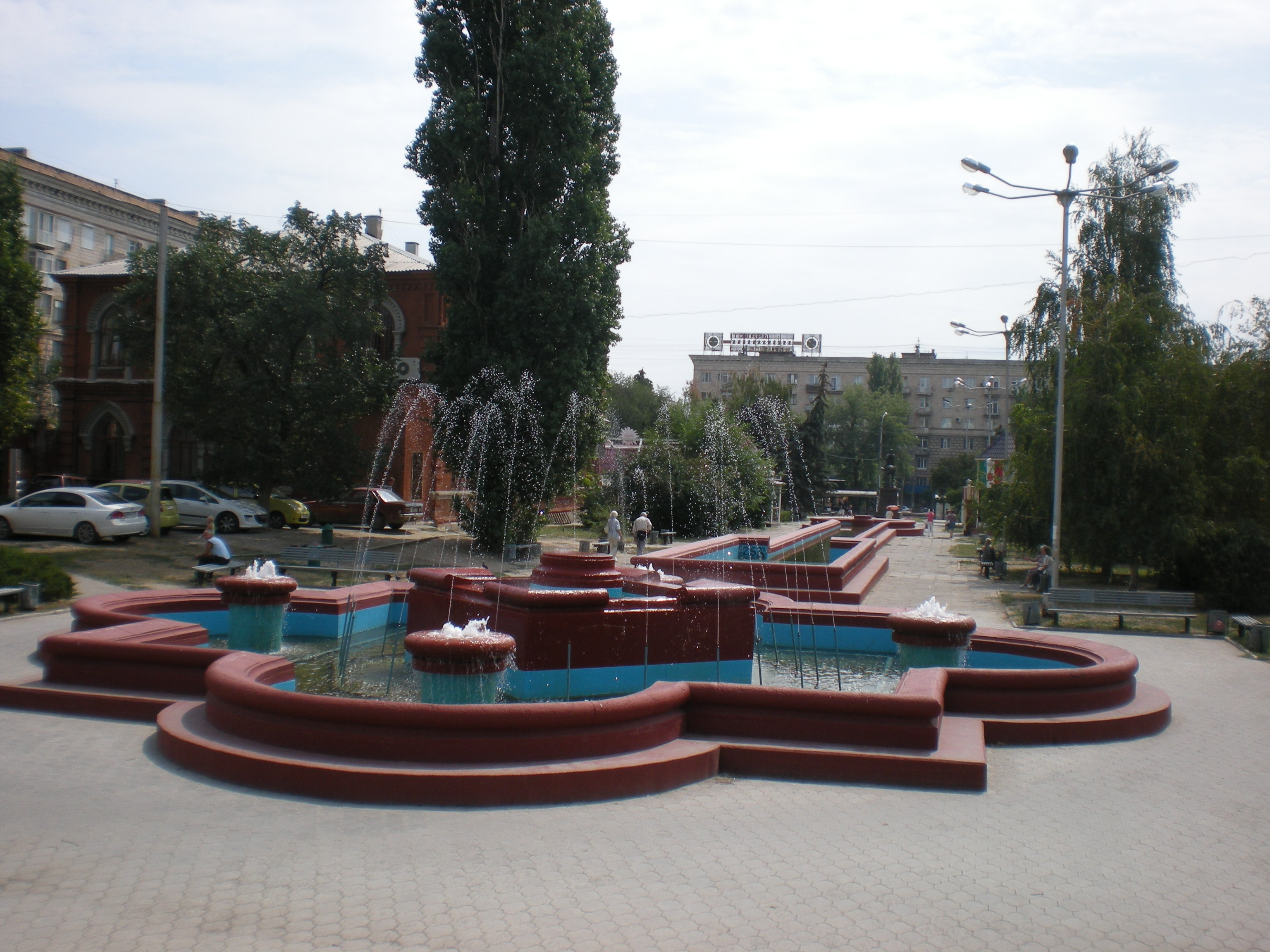
Сквер Симбирцева

## Транспорт

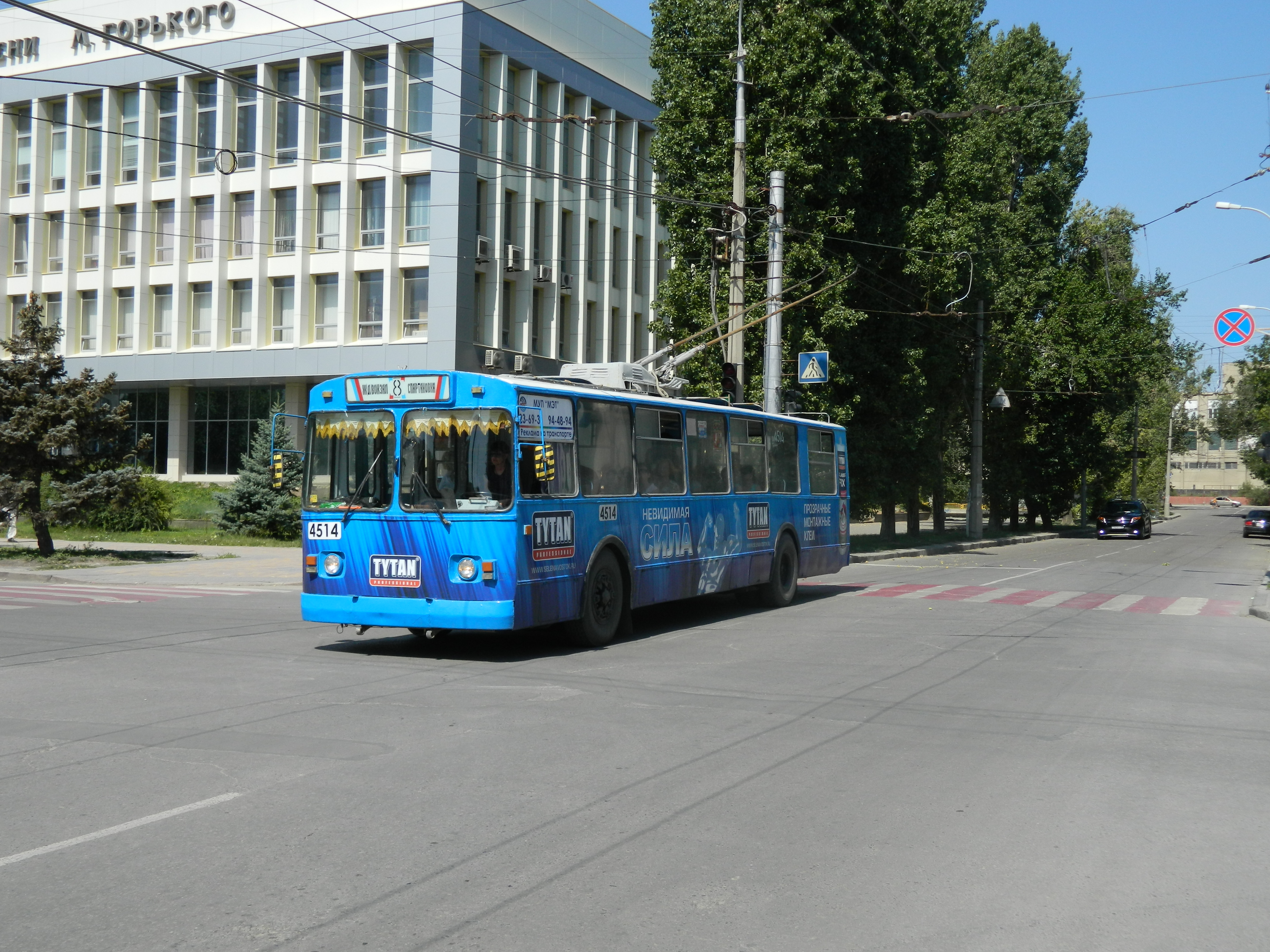
Троллейбус, пересекающий улицу Мира

Улица Мира, в соответствии картографическим информационно-справочным сайтом Волгограда, является городской улицей (то есть занимает промежуточное положение между дорогами категории «второстепенная городская магистраль», как, например, улица Краснознаменская, и переулками, такими как улица имени Островского и улица Волгодонская). В соответствии же с генеральным планом развития Волгограда является дорогой районного значения.
Движение по улице Мира двустороннее, по две полосы в обе стороны. Исключение составляет небольшой отрезок от улицы Володарского до улицы Островского, где возможно движение в три ряда в обе стороны.
На улице Мира нет остановок общественного транспорта. В то же время на некоторых участках улицы проходят маршруты общественного транспорта:
- на участке улицы Мира в пределах площади Павших борцов — автобусные маршруты № 2, 2э, 12, 33, 88, следующие из южных районов города и микрорайона Горьковский и имеющие конечную остановку у расположенного рядом вокзала Волгоград I[62], и два маршрута маршрутного такси из Волжского;
- на участке от улицы Комсомольской до улицы Симбирцева (около 200 метров[63]) — троллейбусные маршруты № 7, 15, идущие до конечной остановки «Проспект Ленина»[64], и маршрутное такси № 100, идущее от речпорта в Дзержинский район.

Кроме того, ряд троллейбусных, автобусных маршрутов и маршрутных такси пересекает улицу Мира, следуя по улицам Краснознаменской, Комсомольской и Симбирцева.
В непосредственной близости от улицы Мира находятся многие остановки общественного транспорта, в том числе:
- Конечная остановка трамвая «Детский центр» находится на улице Краснознаменской. На ней останавливаются трамвайные маршруты 1, 2, 4, 10, следующие в Ворошиловский, Советский и Дзержинский районы[64].
- Конечная остановка троллейбуса «Детский центр» находится на улице Краснознаменской. На ней останавливаются троллейбусы 1, 12, следующие на север города[64].
- Конечная остановка троллейбуса «Проспект Ленина» находится на улице Симбирцева. На ней останавливаются троллейбусы 7, 15, следующие в Дзержинский район[64].
- Конечная остановка троллейбуса «Вокзал» находится на улице Коммунистической (под мостом через железную дорогу). На ней останавливаются троллейбусы 2, 8, следующие на Тулака и Спартановку соответственно[64].
- Конечная остановка «Ж/д вокзал» находится на Привокзальной площади. На ней останавливаются многие автобусы и маршрутные такси, в том числе идущие в Волжский.
- Станции скоростного трамвая «Пионерская» и «Комсомольская» находятся на проспекте Ленина. Через них следуют маршруты скоростного трамвая СТ и СТ-2 до станций Ельшанка на юге и Тракторный завод на севере[64].

Также следует иметь в виду, что на один квартал ближе к Волге (около 200 метров) проходит проспект Ленина — одна из двух основных продольных магистралей города. По проспекту следует большое количество различных маршрутов автобусов, троллейбусов и маршрутных такси.

## Взаимное расположение с другими улицами
Улица Мира пересекается со следующими улицами и площадями (с юга на север):
| - Улица Краснознаменская; - Улица Ленина; - Улица Володарского; - Площадь Павших борцов; | - Улица Гоголя; - Улица Островского; - Улица Волгодонская; - Улица Комсомольская; | - Улица Гоголя; - Улица Островского; - Улица Волгодонская; - Улица Комсомольская; | - Улица Желябова; - Улица Симбирцева; - Улица Порт-Саида; - Улица Гагарина. | - Улица Желябова; - Улица Симбирцева; - Улица Порт-Саида; - Улица Гагарина. |

Часть перекрёстков регулируются светофорами, часть — нерегулируемые. В районе площади Павших борцов на улице Мира оборудован круговой перекрёсток, в центре которого находится памятник Александру Невскому. На пересечении улицы Мира с улицей Комсомольской оборудован подземный пешеходный переход с 8-ю выходами.
На всём протяжении улицы Мира параллельно ей на один квартал западнее идёт улица Коммунистическая, а севернее — проспект Ленина — одна из двух основных продольных (идущих вдоль Волги) магистралей города. Помимо этого от улицы Краснознаменской до площади Павших борцов параллельно идут улицы 10 дивизии НКВД (автомобильное движение только до улицы Ленина) на западе и улица Пушкина на востоке. Эти улицы находятся внутри кварталов жилой застройки.

## Улица Мира в культуре
Об улице Мира Л. С. Кривошеенко написал стихотворение.
Название сборника комиксов «Улица Мира» Дарьи и Марии Конопатовых является отсылкой к одноимённой волгоградской улице.